# Église Notre-Dame-d'Auteuil
Pour les articles homonymes, voir Église Notre-Dame, Notre-Dame et Auteuil.
L’église Notre-Dame d’Auteuil ou simplement église d’Auteuil se situe sur la colline d'Auteuil, place de l'Église-d'Auteuil dans le 16e arrondissement de Paris.
Ce site est desservi par la station de métro Église d'Auteuil sur la ligne 10 du métro de Paris.

## Histoire
- L'église remplace une première église du XIe siècle, reconstruite au XIVe siècle, entourée de son cimetière, puis agrandie aux XVe et XVIIe siècles.
- Devenue trop petite pour une population en pleine expansion, l'église a été reconstruite entre 1877 et 1892, Auteuil, qui était à l'origine un hameau possédant sa propre paroisse, ayant été rattachée à Paris en 1860. L’église a été construite dans le style romano-byzantin par l'atelier de l'architecte Émile Vaudremer, architecte diocésain.
- Sur la place devant l'église, se trouve un obélisque en marbre brèche rouge, dédié « aux mânes d'Aguesseau » (Henri François d'Aguesseau), érigé en 1753, et restauré en l'an IX de la république.
- Le 15 mars 1978, une messe de commémoration en hommage à l'artiste Claude François y est organisée.

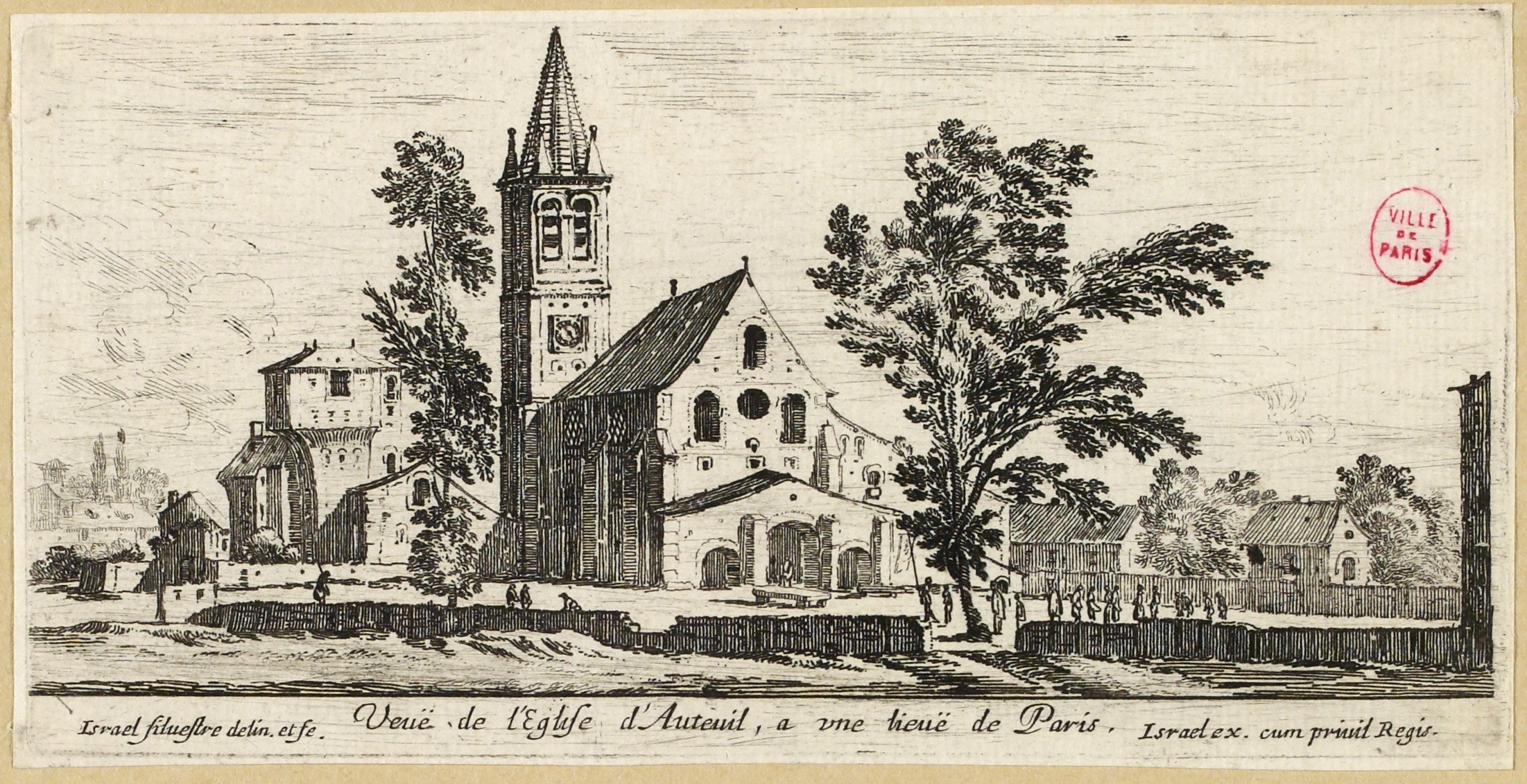
Vue de l'église d'Auteuil au XVIIe siècle (gravure d'Israël Silvestre).
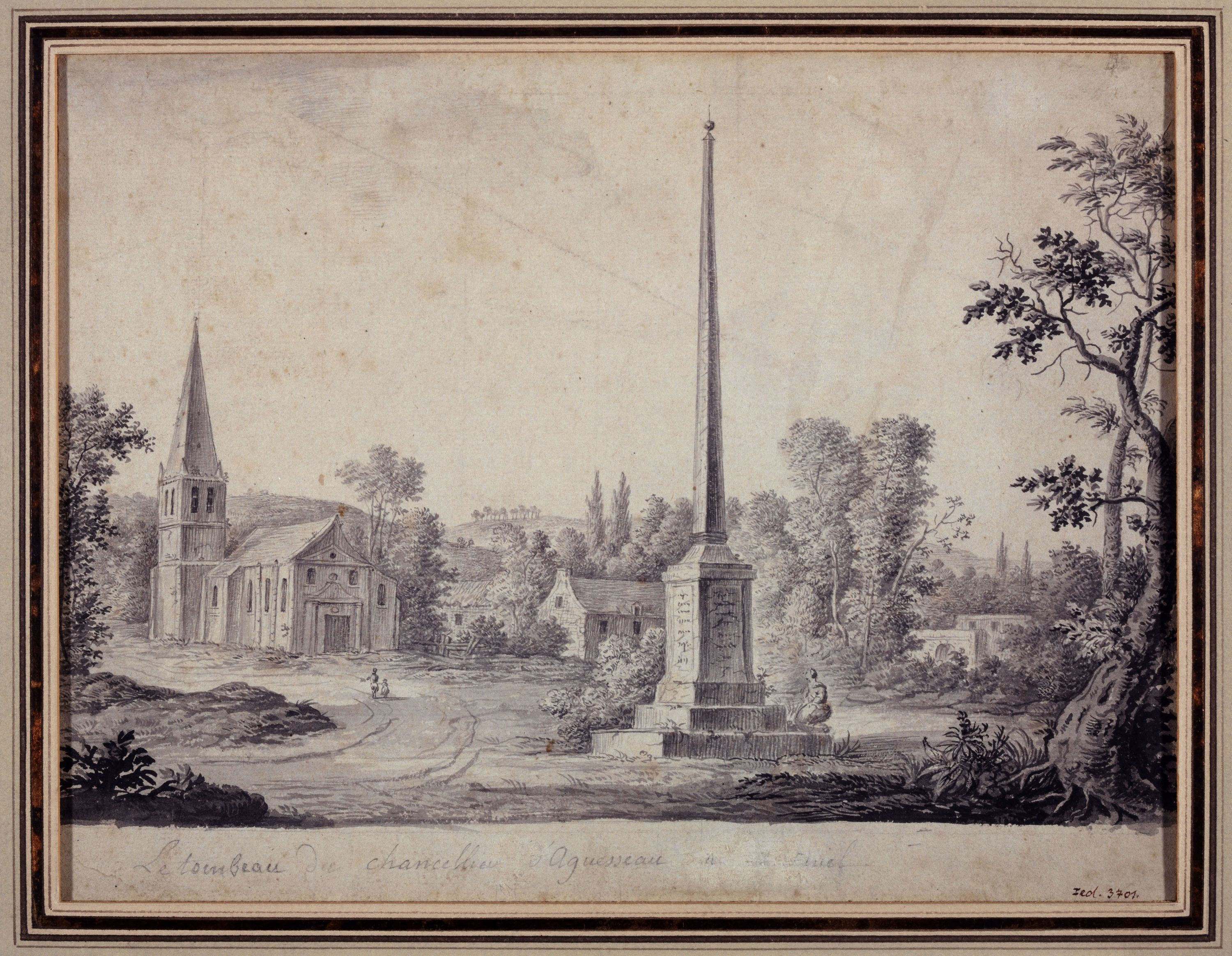
L'église et le monument à d'Aguesseau au XVIIIe siècle.
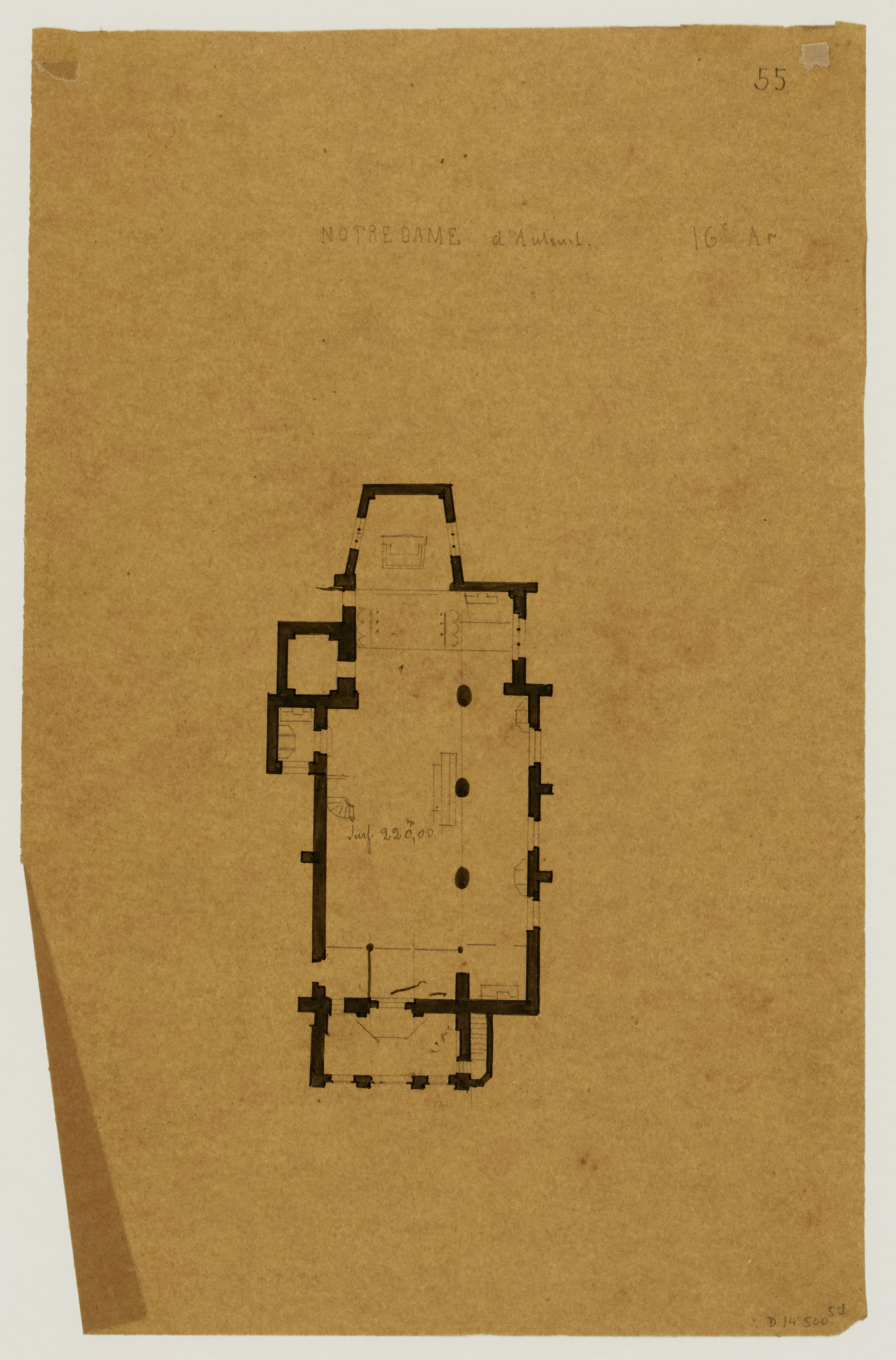
Plan de l'ancienne église dressé en 1861.
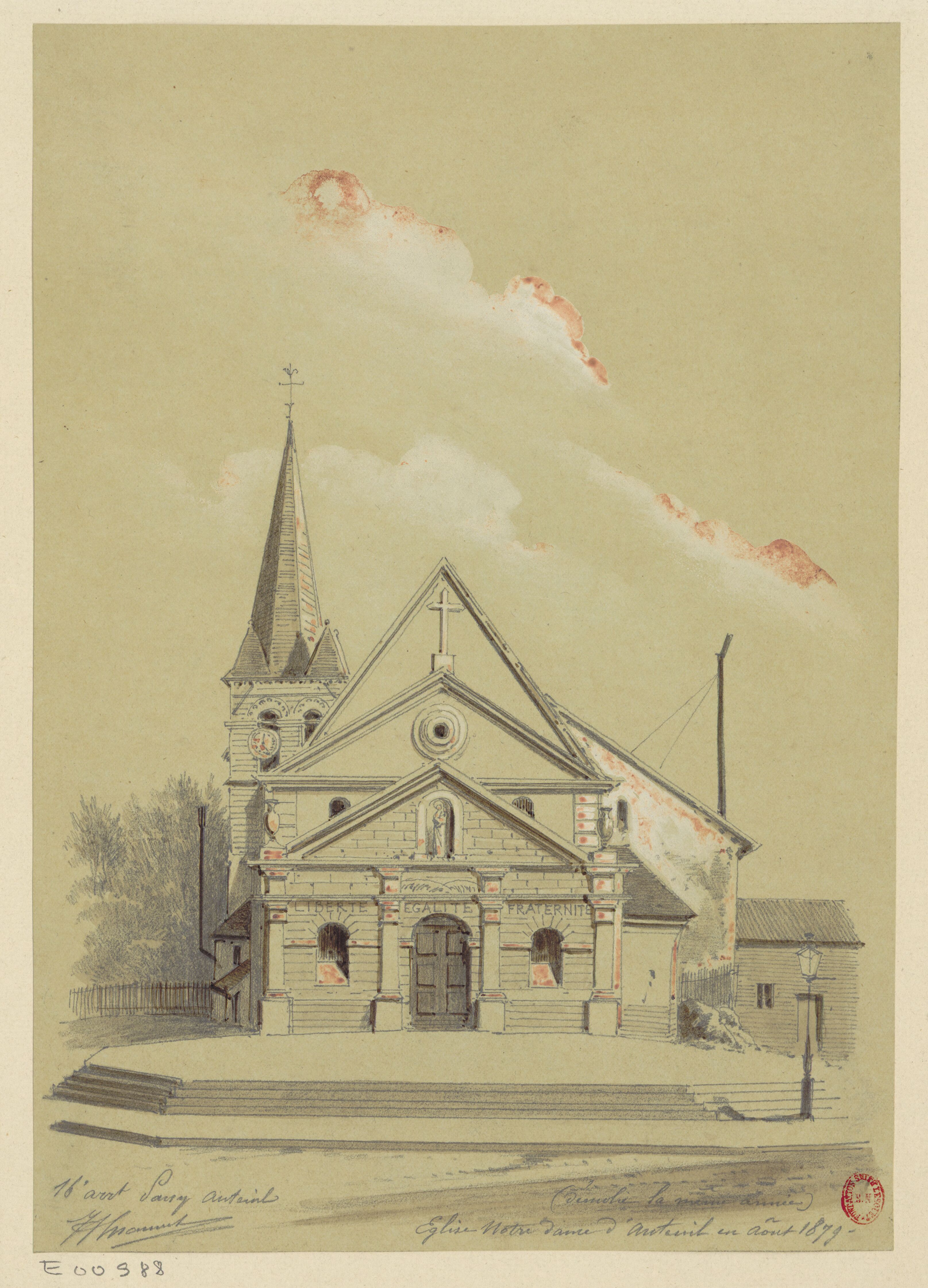
Façade de l'ancienne église en 1879 (dessin de Jules-Adolphe Chauvet).
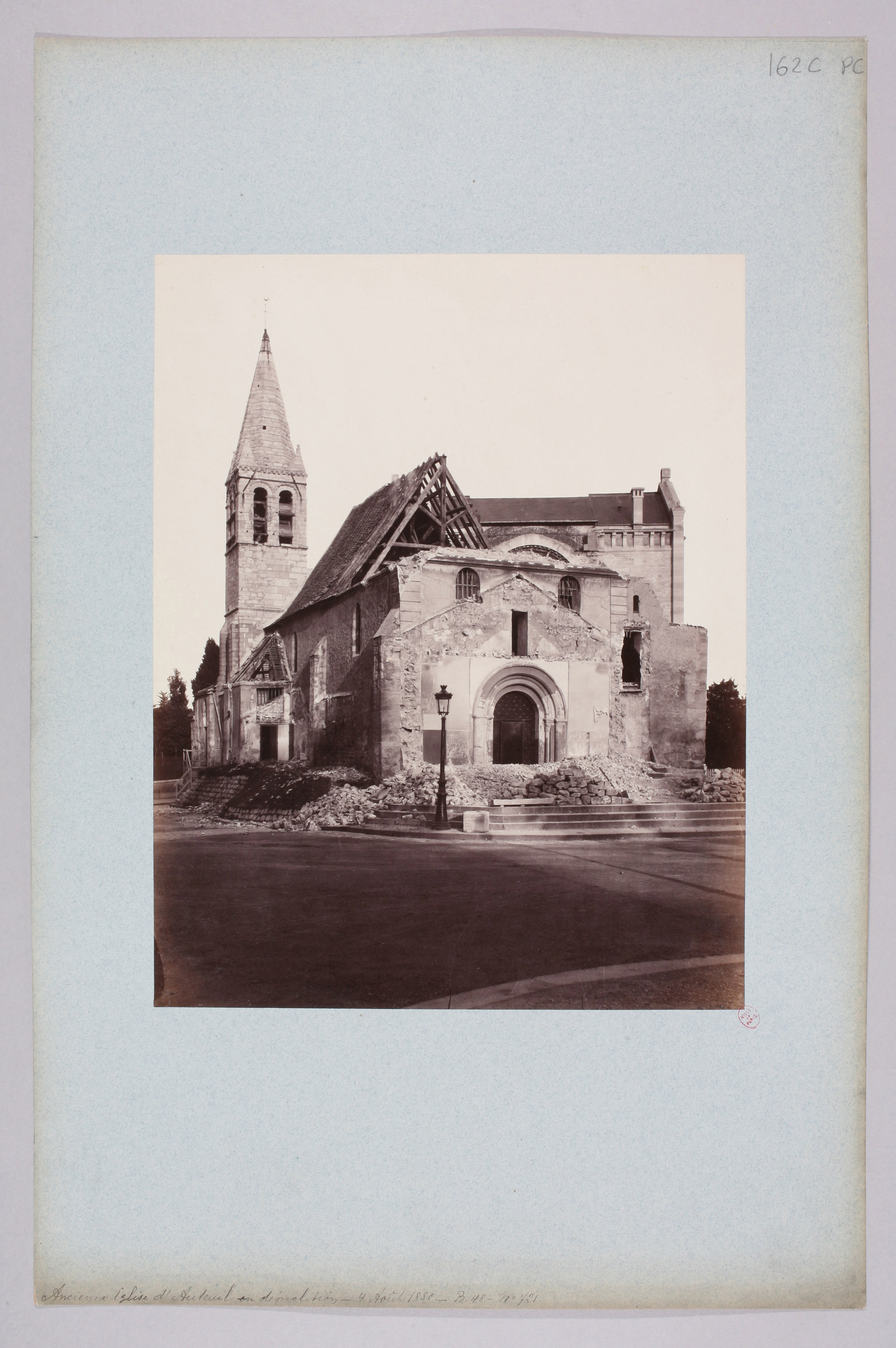
L'ancienne église en cours de démolition (1880).
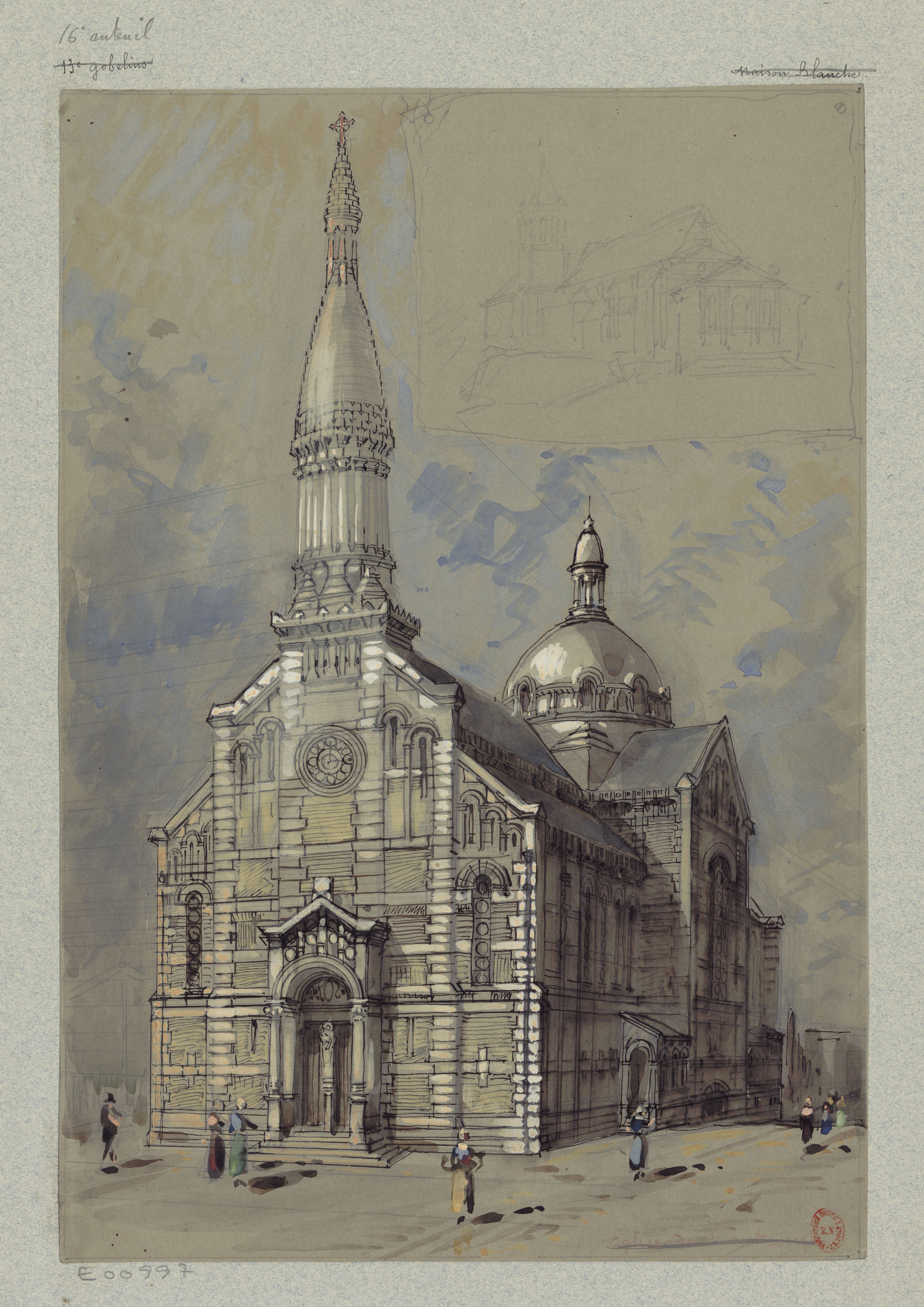
Projet de nouvelle église avec un dôme (1880).

L'église est inscrite en juin 2018 au titre des monuments historiques.

## Description
L'église donne à l'est sur la place de l'Église-d'Auteuil. Elle est bordée au nord et à l'ouest par la rue Corot et au sud par la rue Wilhem. 

### Extérieur
Le bâtiment est de taille rectangulaire. Il mesure 63 m de longueur, la flèche culmine à 50 m de hauteur.
- L'église se caractérise par un clocher culminant à 50 mètres. Les cloches sonnent les heures et les quarts.
- À l'entrée du porche, à gauche, la Vierge à l'Enfant accueille les visiteurs. Elle est placée en avant du tympan, où est représenté le Christ en majesté dans une mandorle, bénissant de sa main droite et tenant sur son genou gauche un livre fermé. Sur le linteau, la croix et le pampre de vigne font référence à ce verset de l'Évangile : « Je suis la vigne ; vous êtes les sarments (Jean 15, 5). »

Extérieur
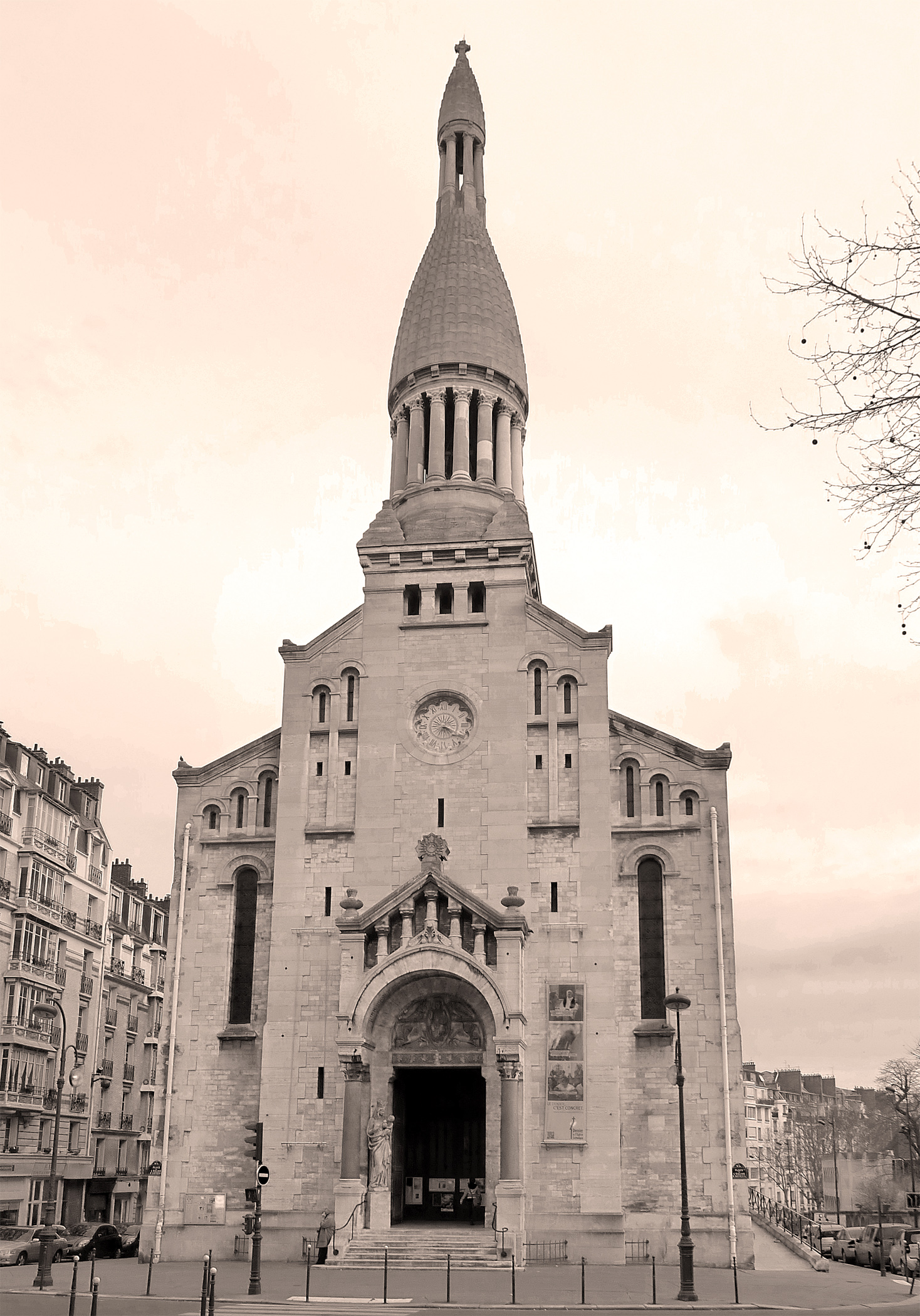
Façade.
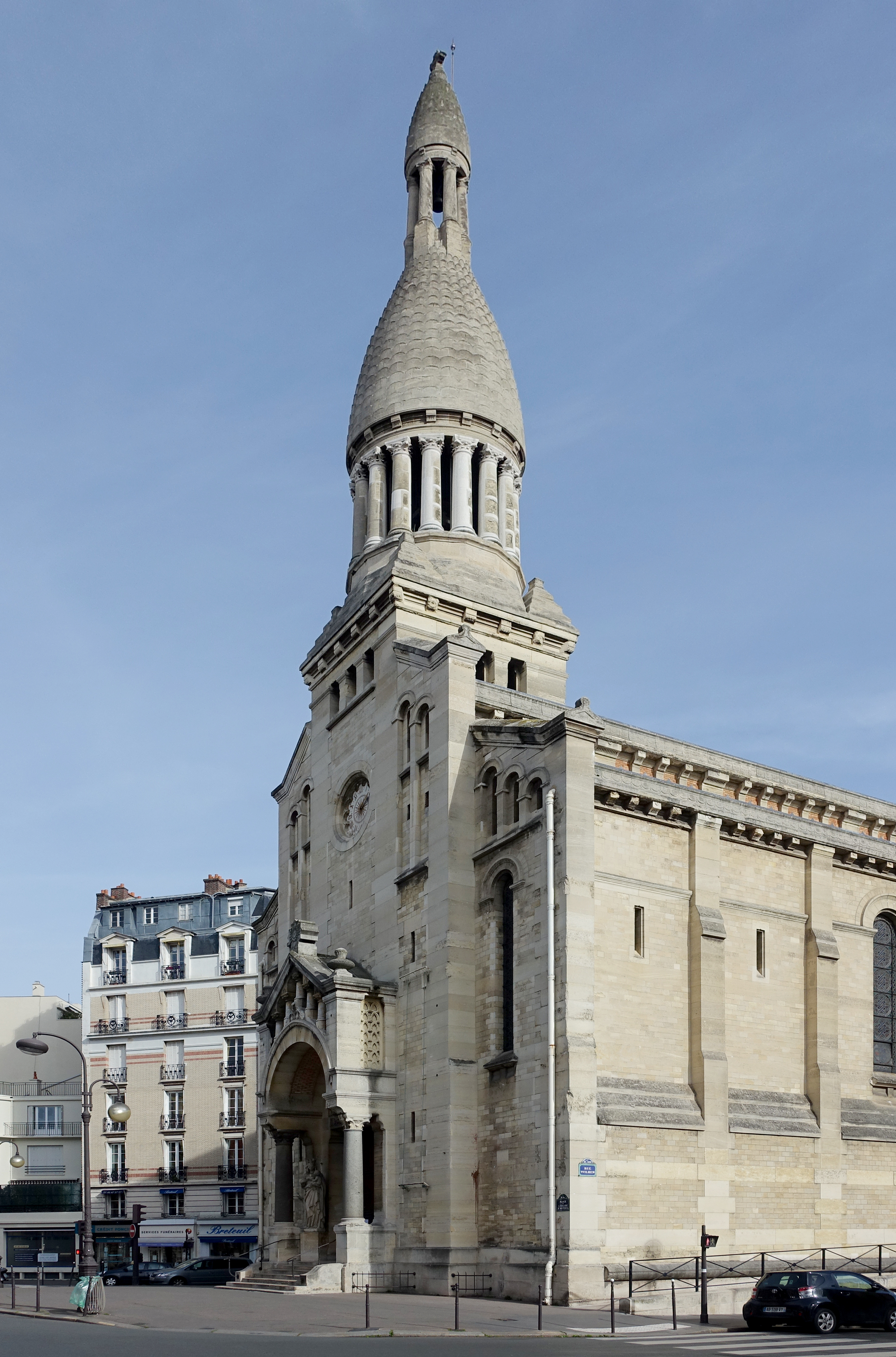
Façade de côté.
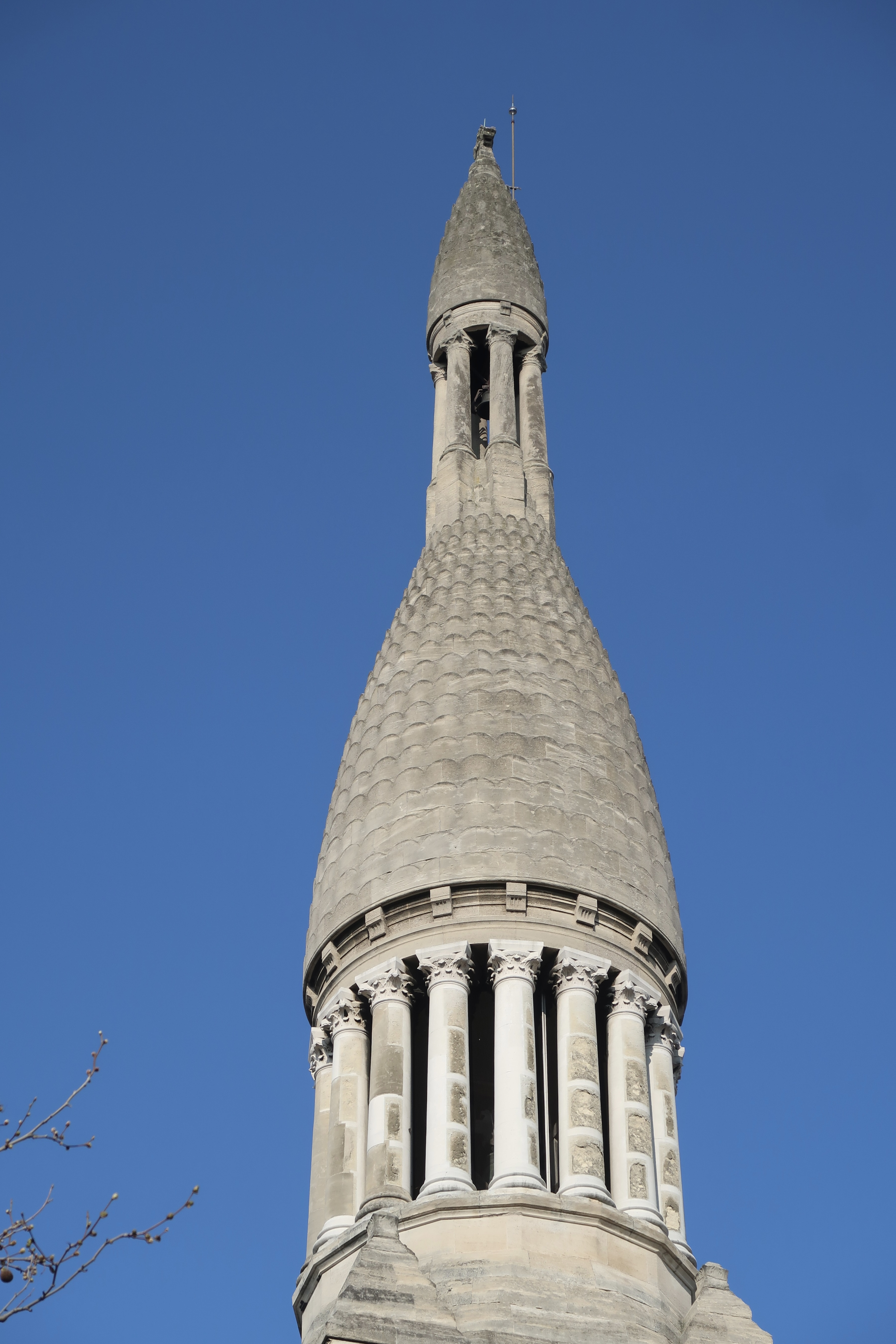
Clocher.
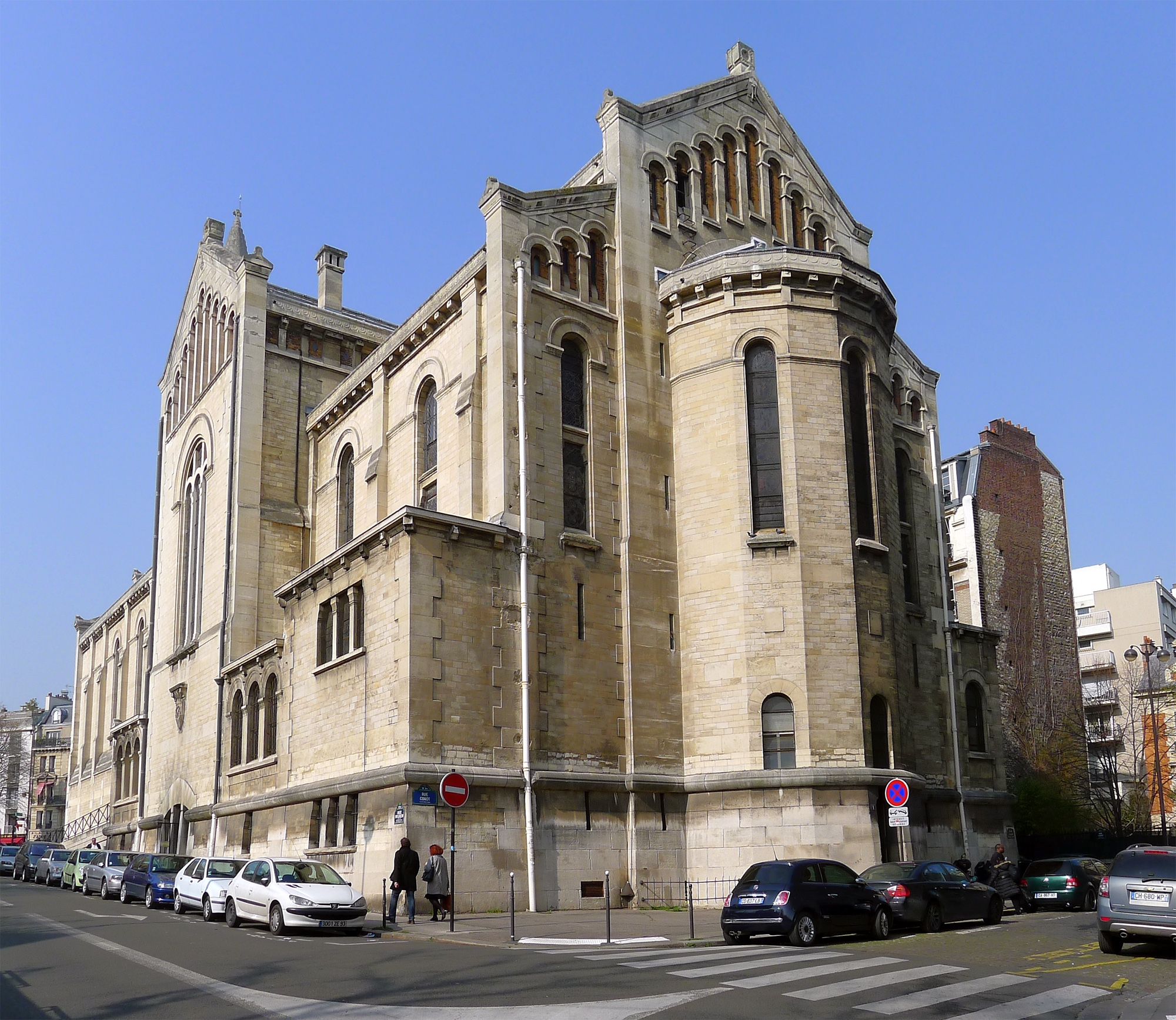
Abside et transept.
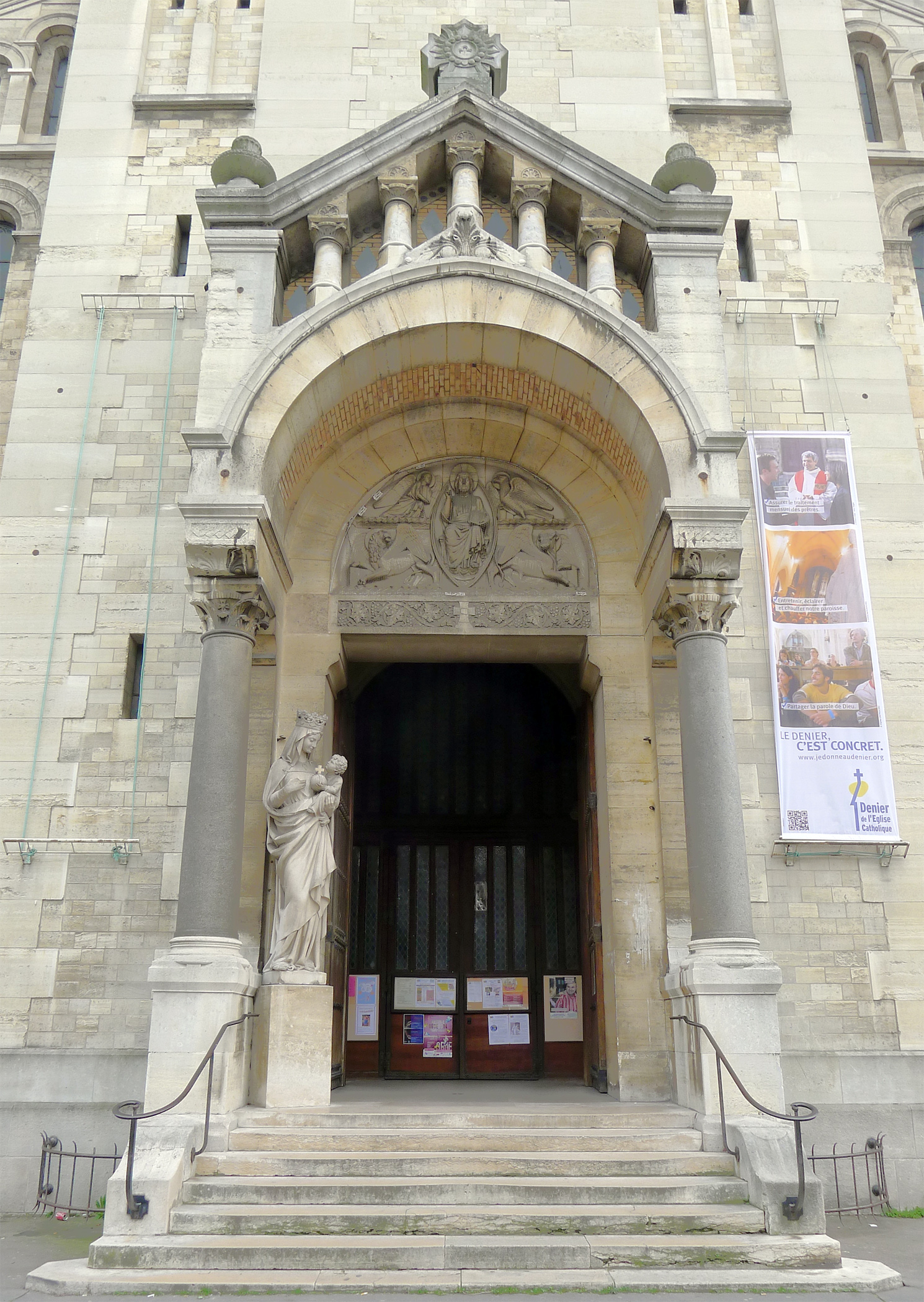
Portail.
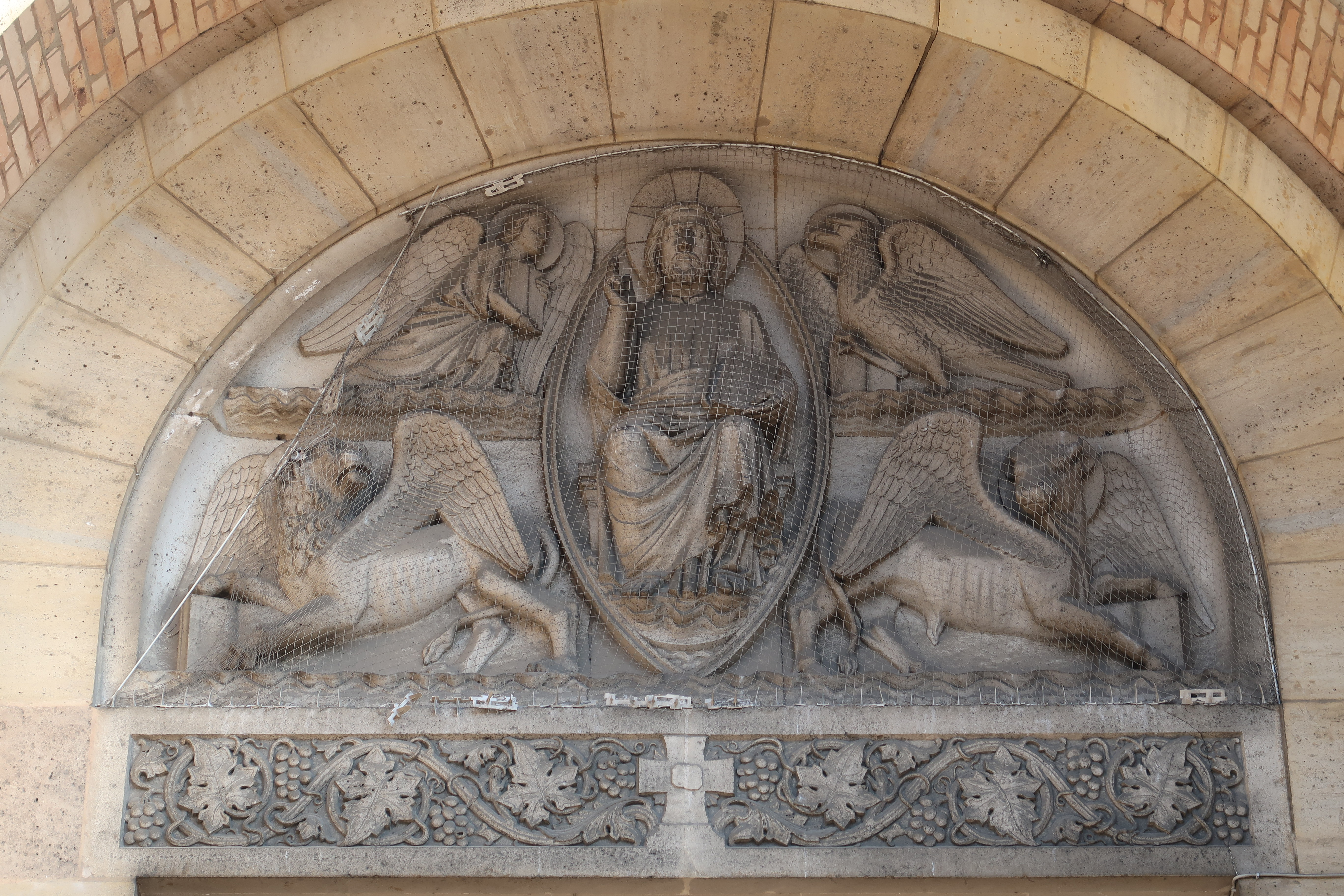
Tympan.
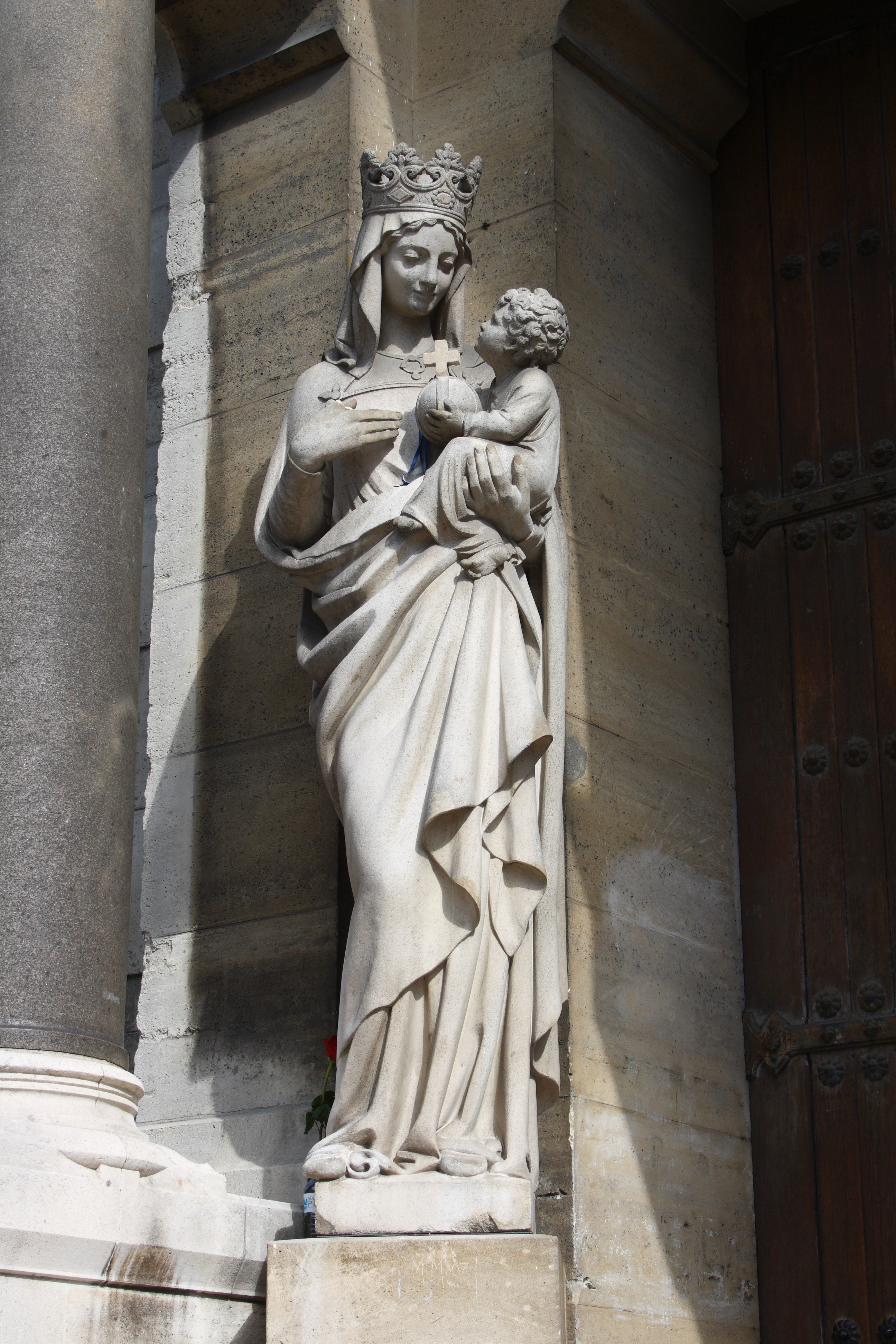
Statue de Vierge à l'Enfant à l'entrée.
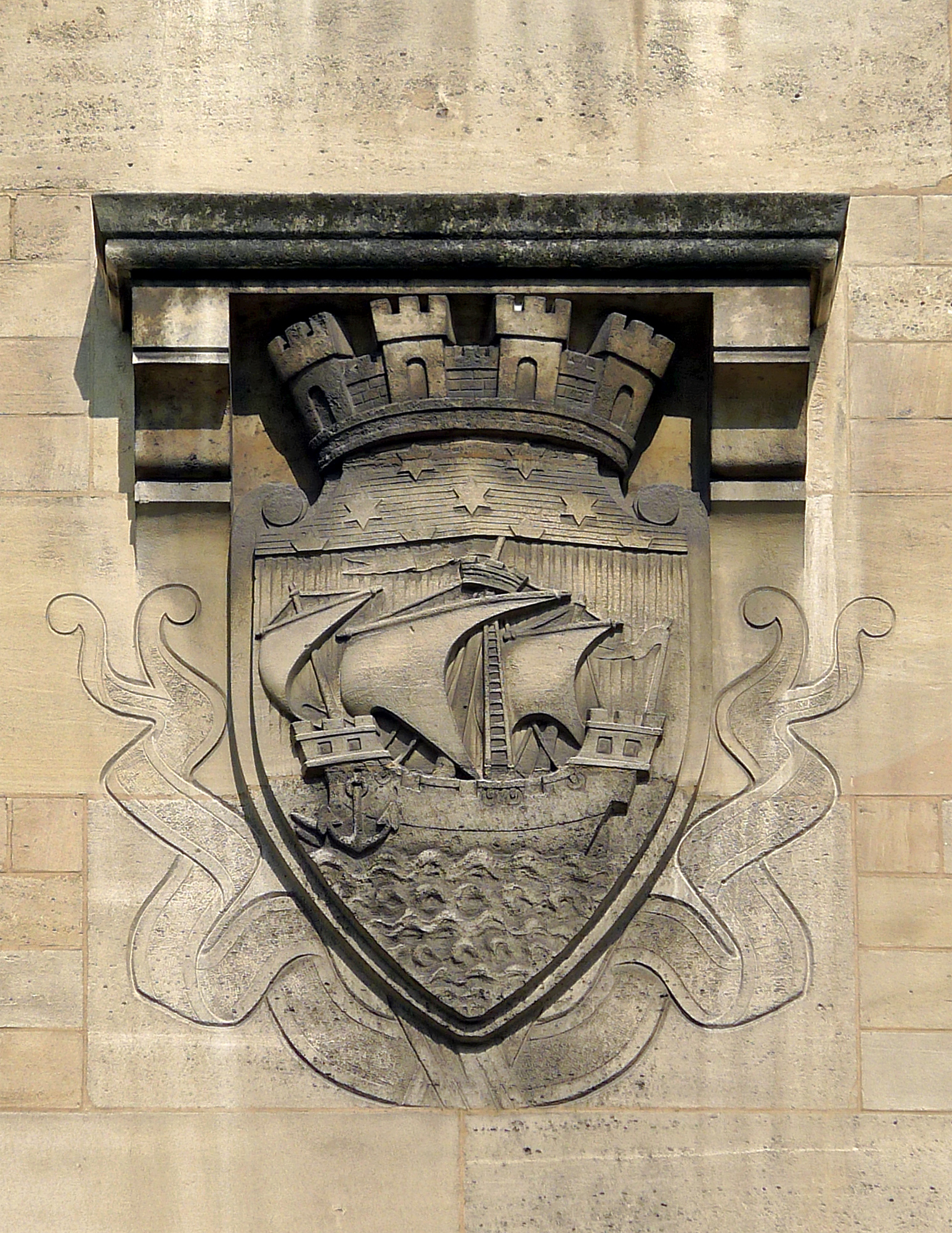
Blason de la ville de Paris sur un des murs.

### Intérieur
- La nef est séparée des bas-côtés par des piliers cruciformes supportant une succession de coupoles. Un grand ravalement intérieur a eu lieu de septembre 2021 à octobre 2023, qui a permis de considérablement éclaircir l'église, auparavant très assombrie. Elle a coûté 3 millions d'euros, dont 1 million par les mécènes et donateurs de la Fondation Avenir du Patrimoine à Paris.

La nef
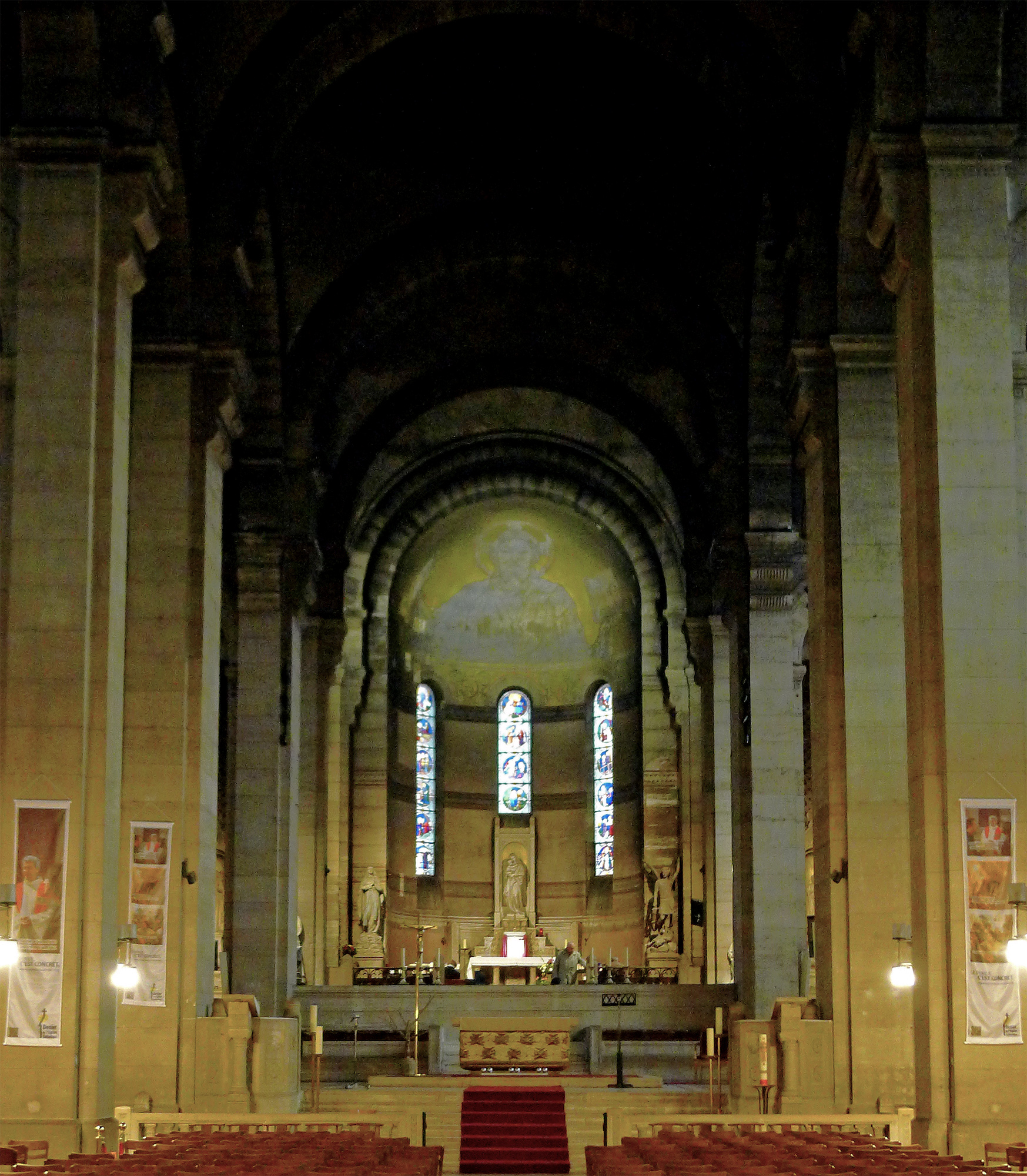
La nef en 2014 avant restauration.
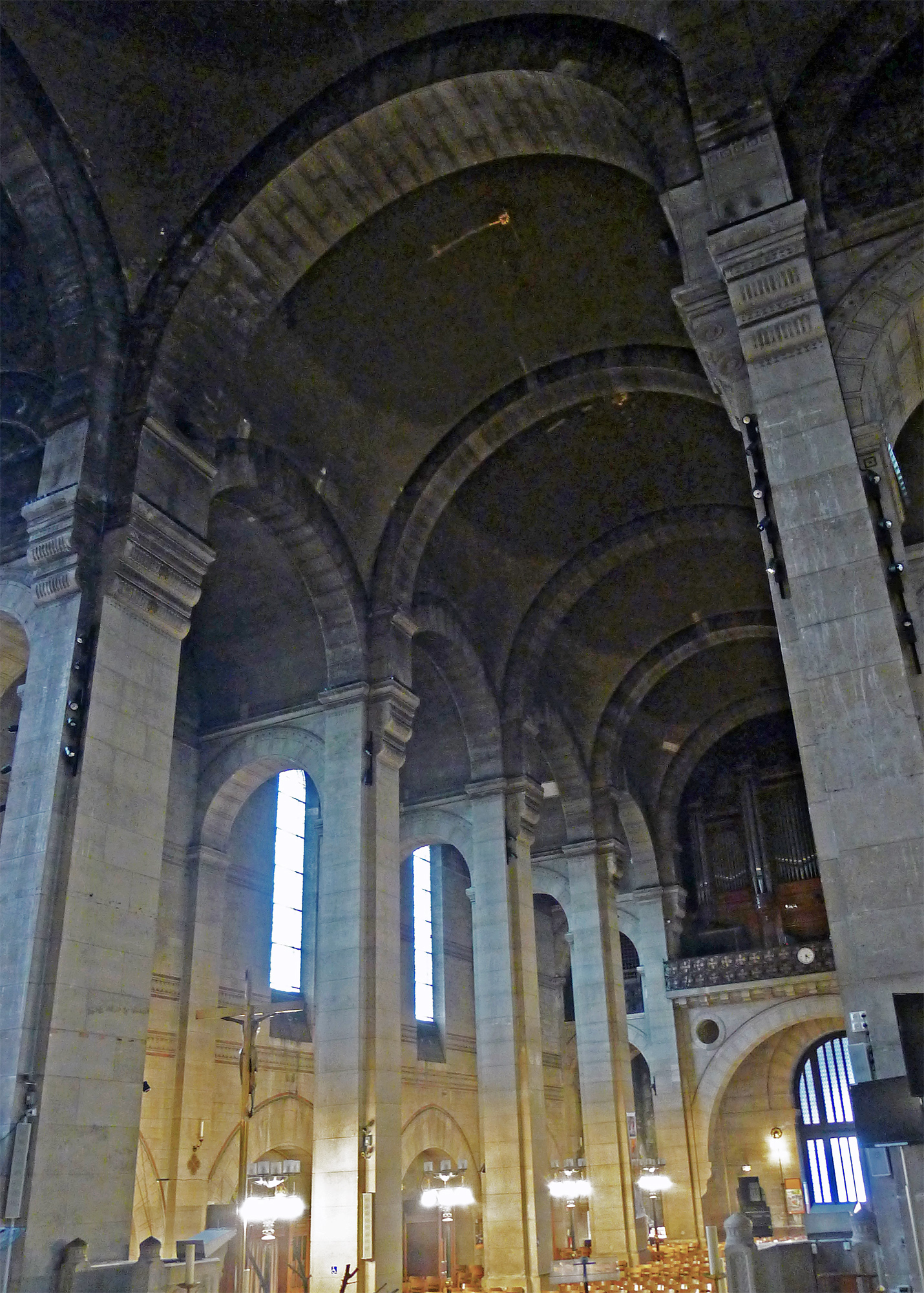
Le plafond de la nef en 2014 avant restauration.
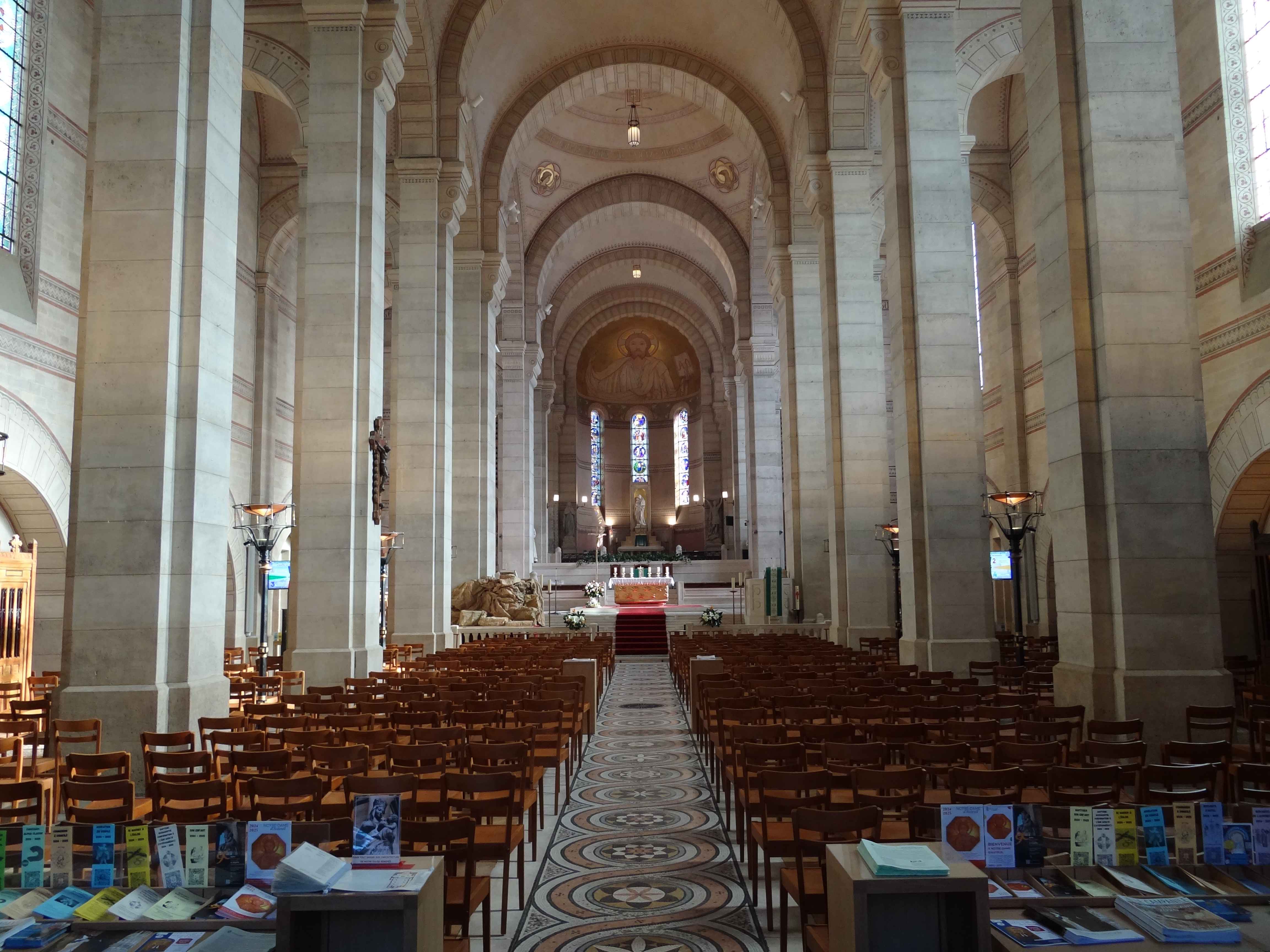
La nef en 2025 après restauration.
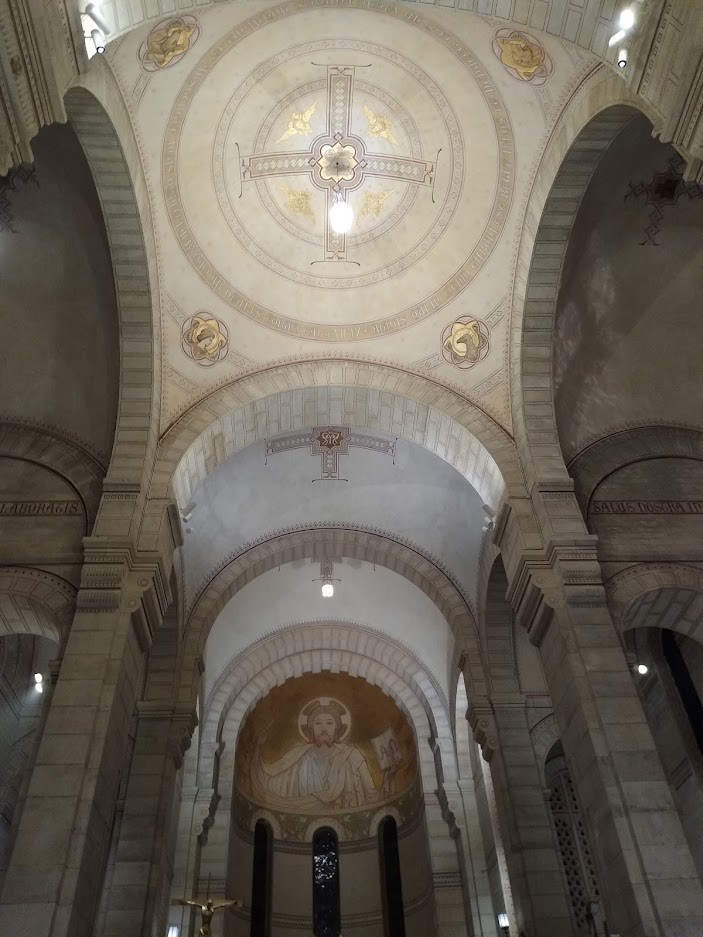
Coupole de la croisée avec les symboles évangélistes et l'Agneau pascal en plein centre.

La nef se termine par une haute et large abside peinte et dorée où le Christ pantocrator est représenté. L'autel moderne est en plaque de plomb repoussé recouvertes de feuilles d'or ornées de séraphins qui rappellent l'Arche d'alliance. C'est l'œuvre de Philippe Kaeppelin, comme le Christ en croix.

Le chœur
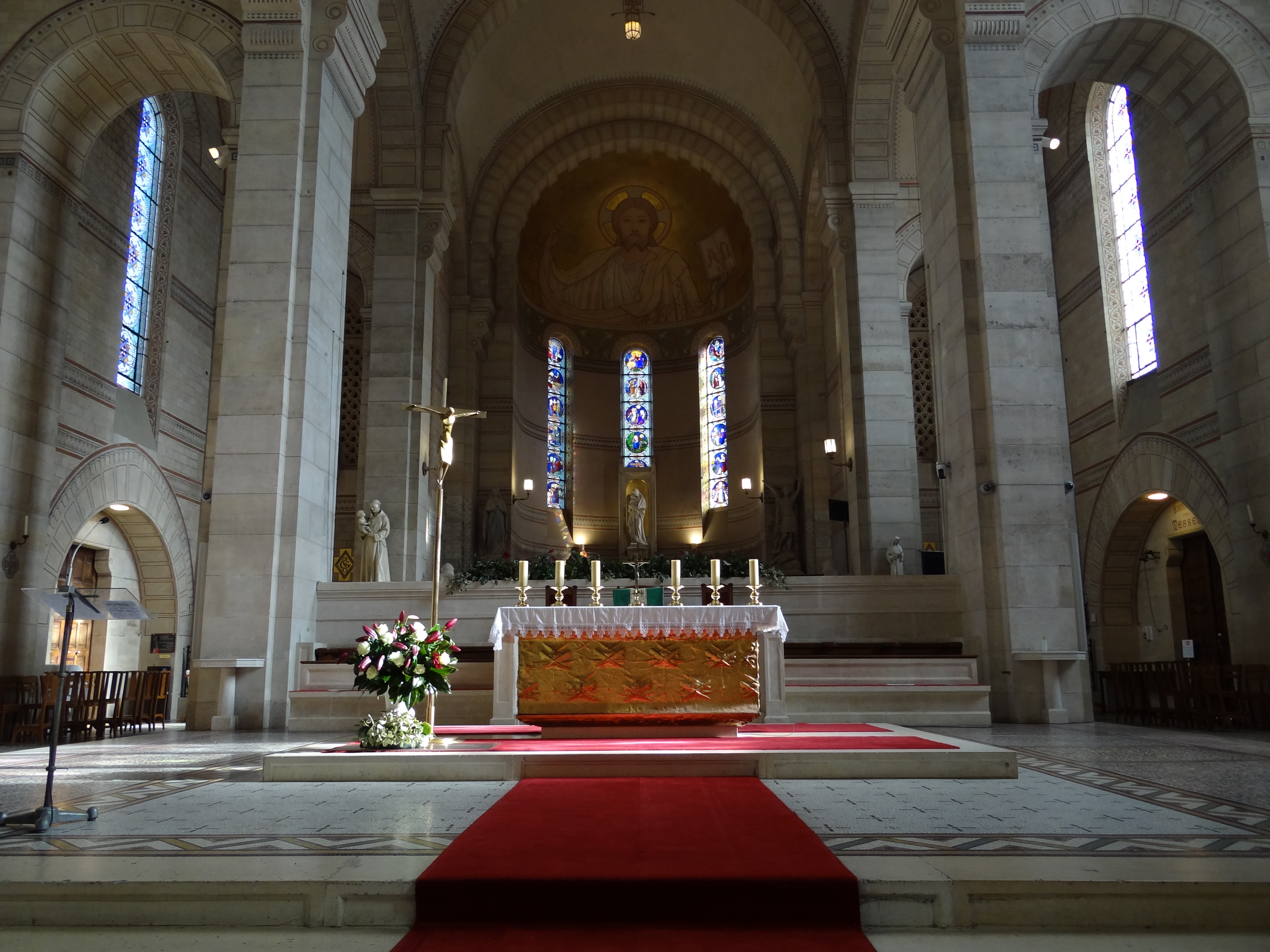
Le chœur.
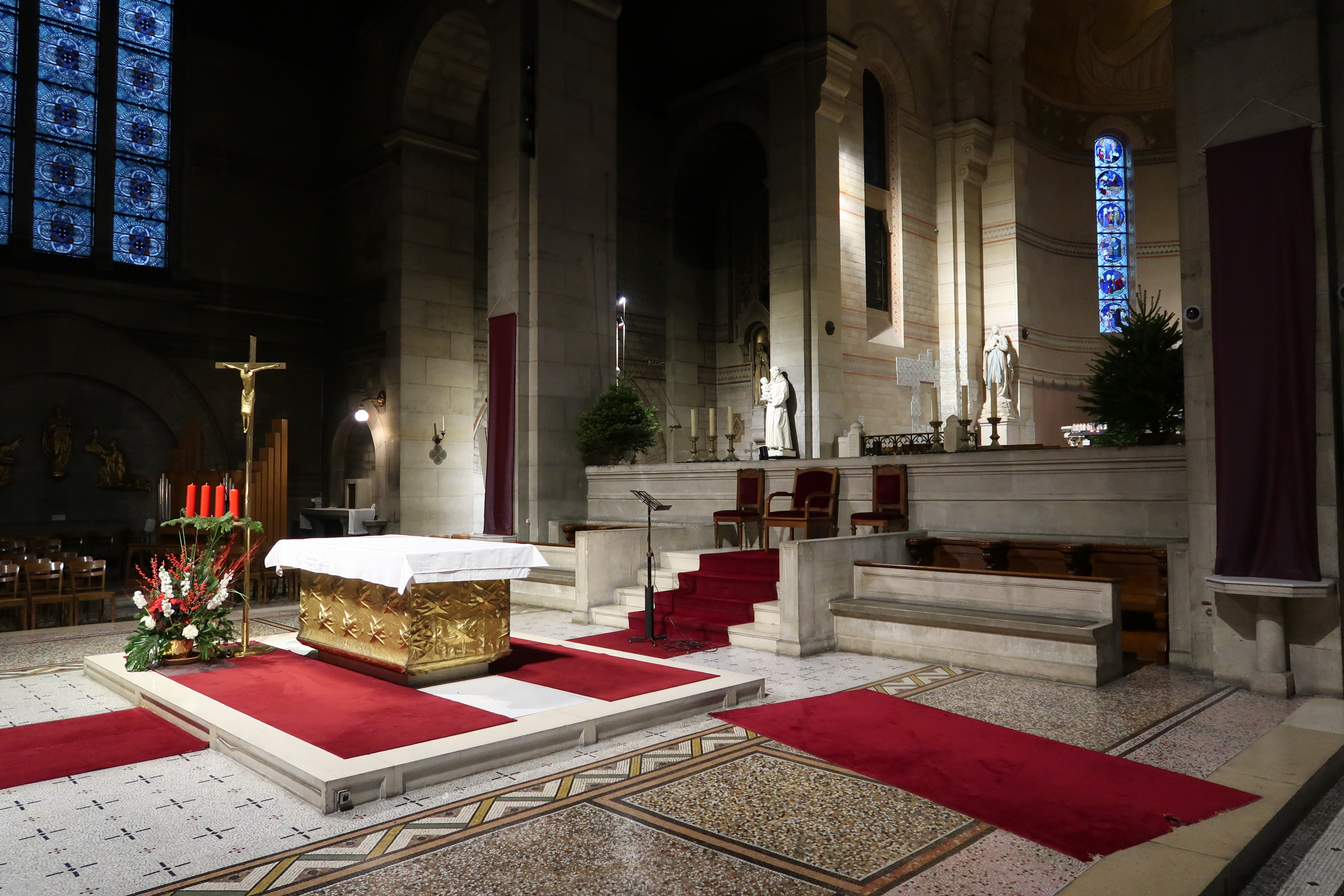
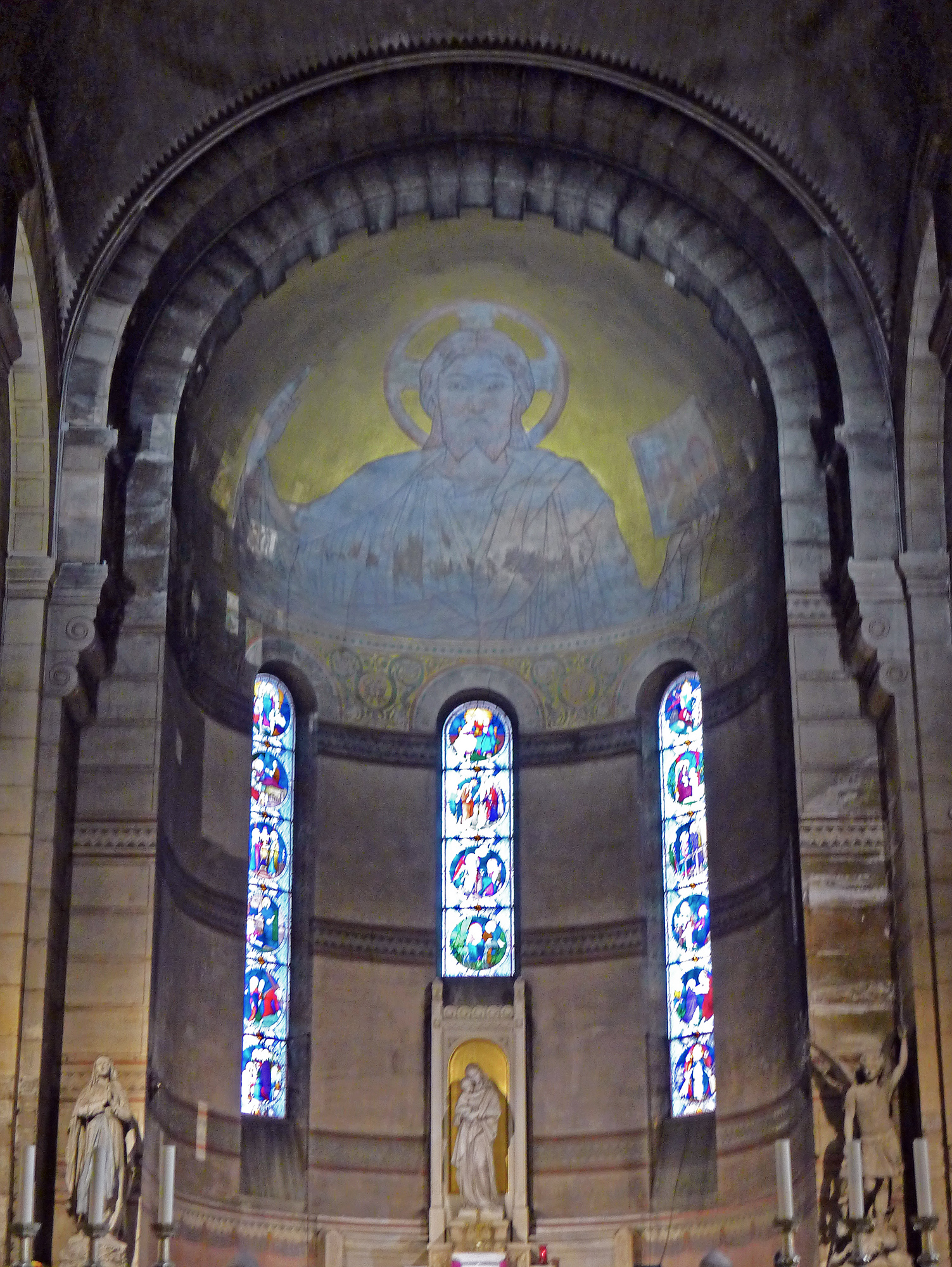
Peinture de la coupole de l'abside.
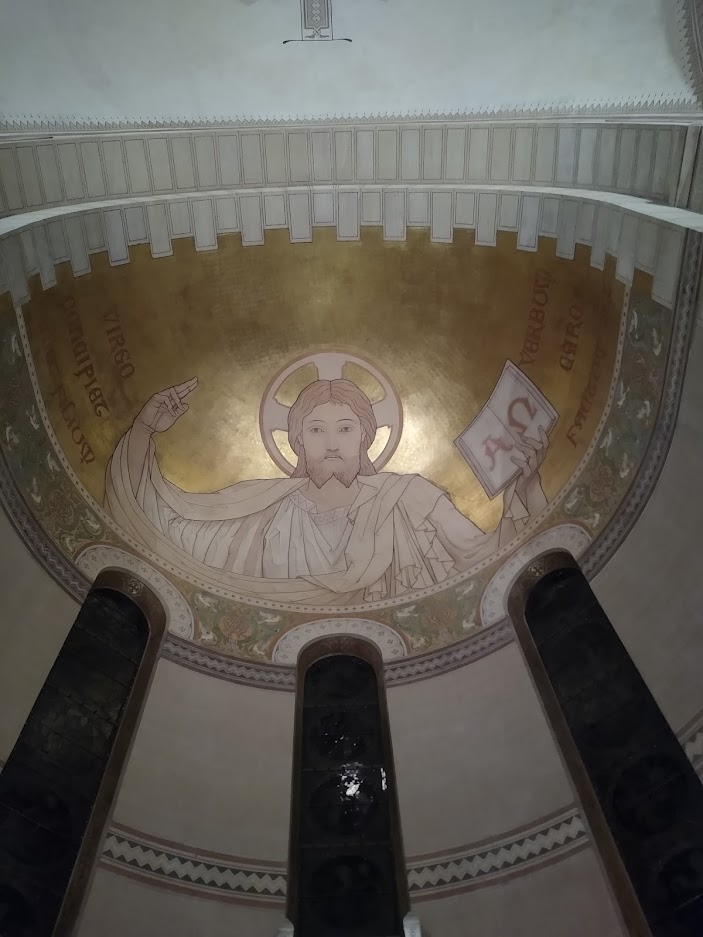
Le Christ pantocrator après restauration.

Dans la chapelle des Âmes-du-Purgatoire se trouve le monument funéraire (œuvre d’Anatole Marquet de Vasselot) de Pierre-Henri Lamazou, ancien curé d’Auteuil et ancien évêque de Limoges. Peu après sa mort survenue en 1883, il fut inhumé en 1884 dans l'église Notre-Dame-d'Auteuil en raison de son implication dans la construction de cet édifice lorsqu’il était curé de la paroisse.

Statues et mobilier
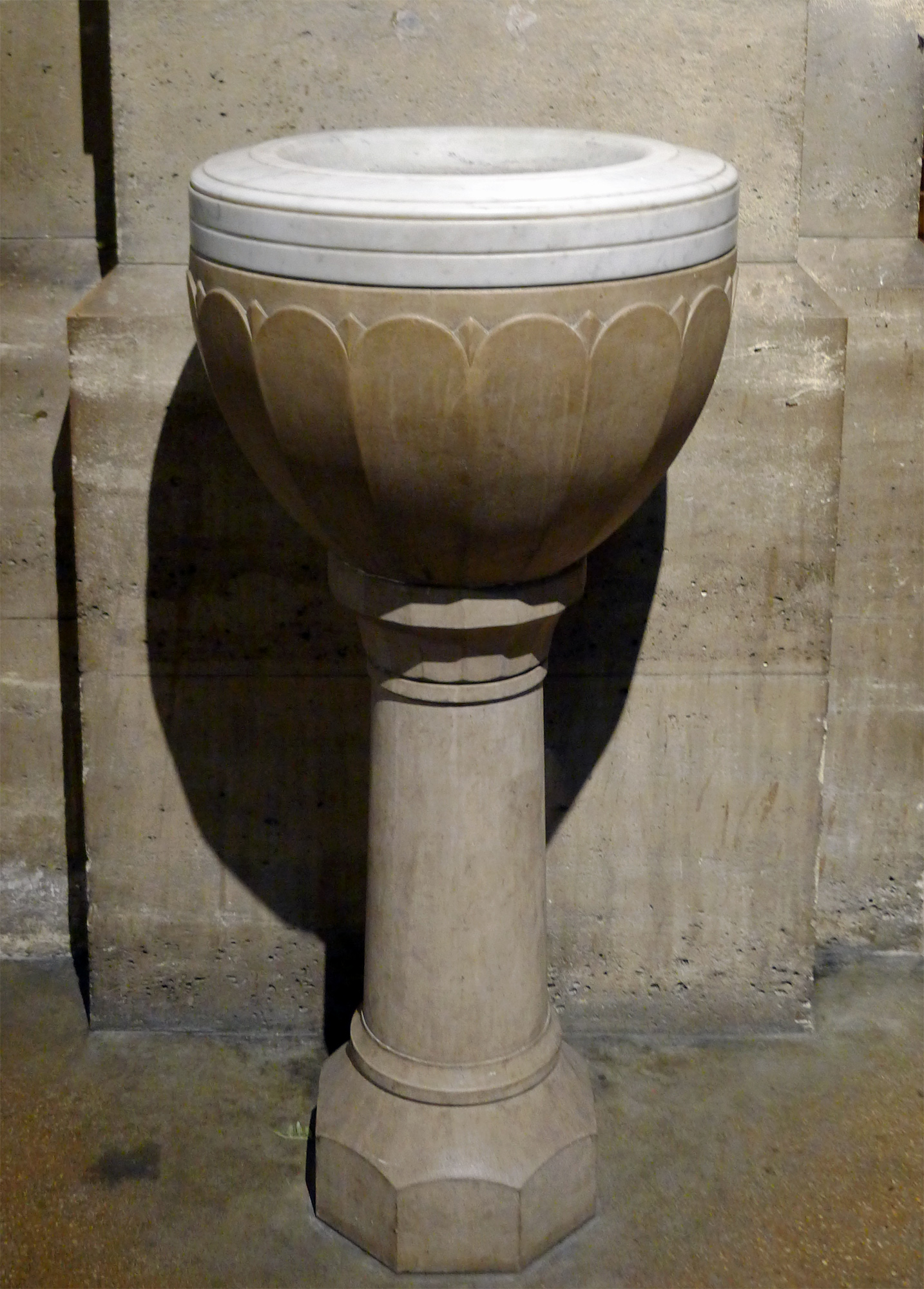
Bénitier.
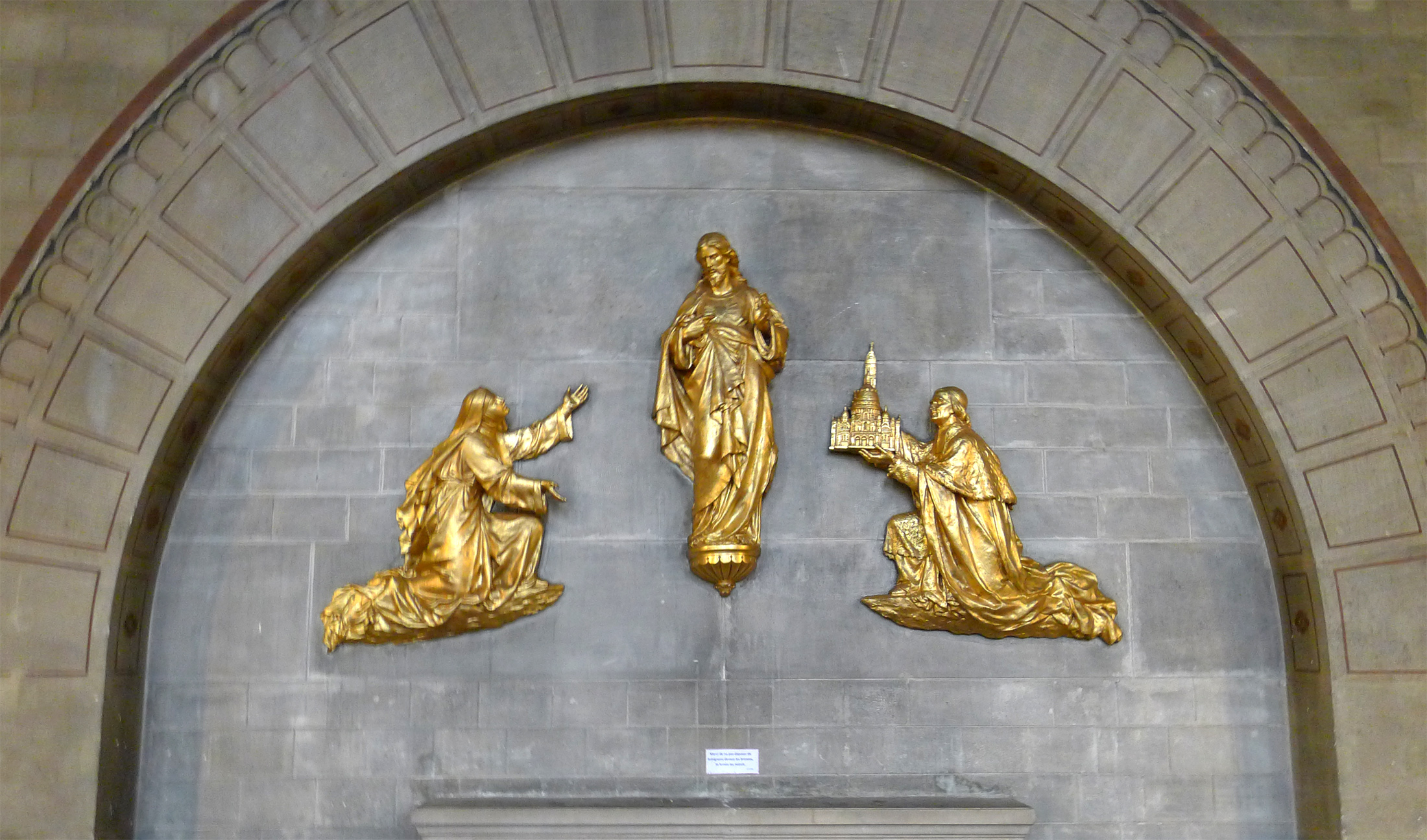
Reliefs de la chapelle du Sacré-Cœur.
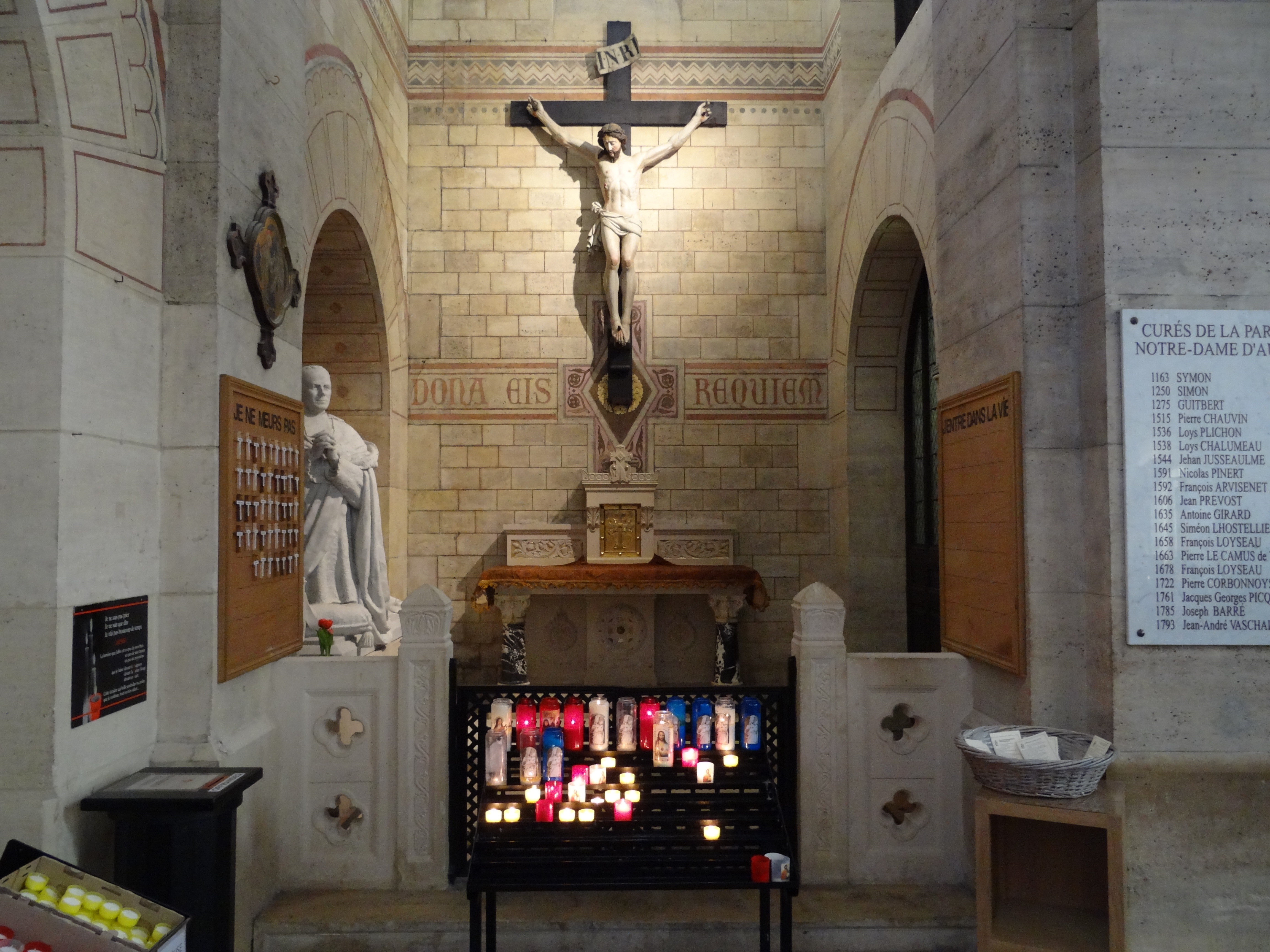
Chapelle des Âmes du purgatoire de la nef droite.
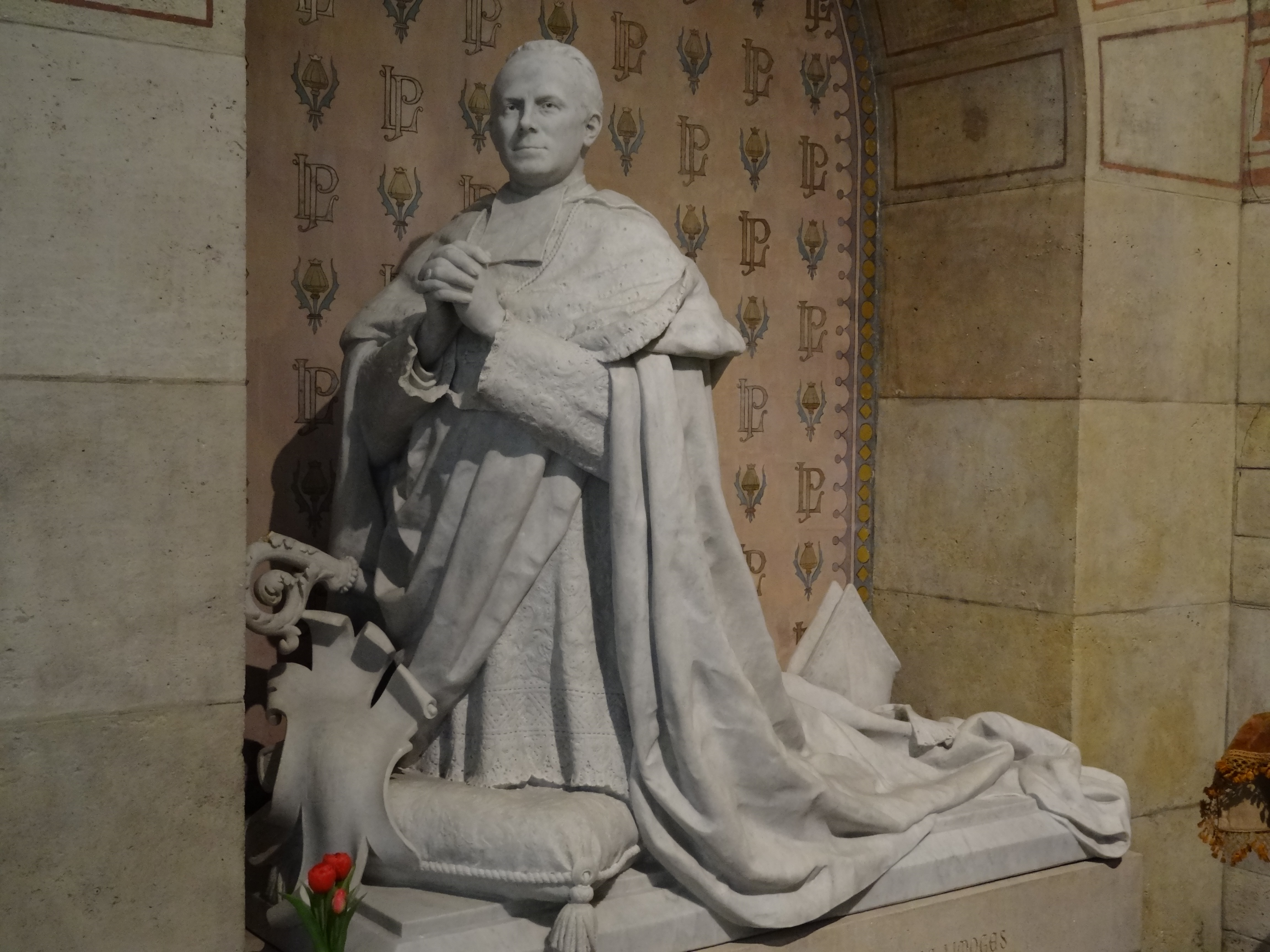
Statue de Pierre-Henri Lamazou.
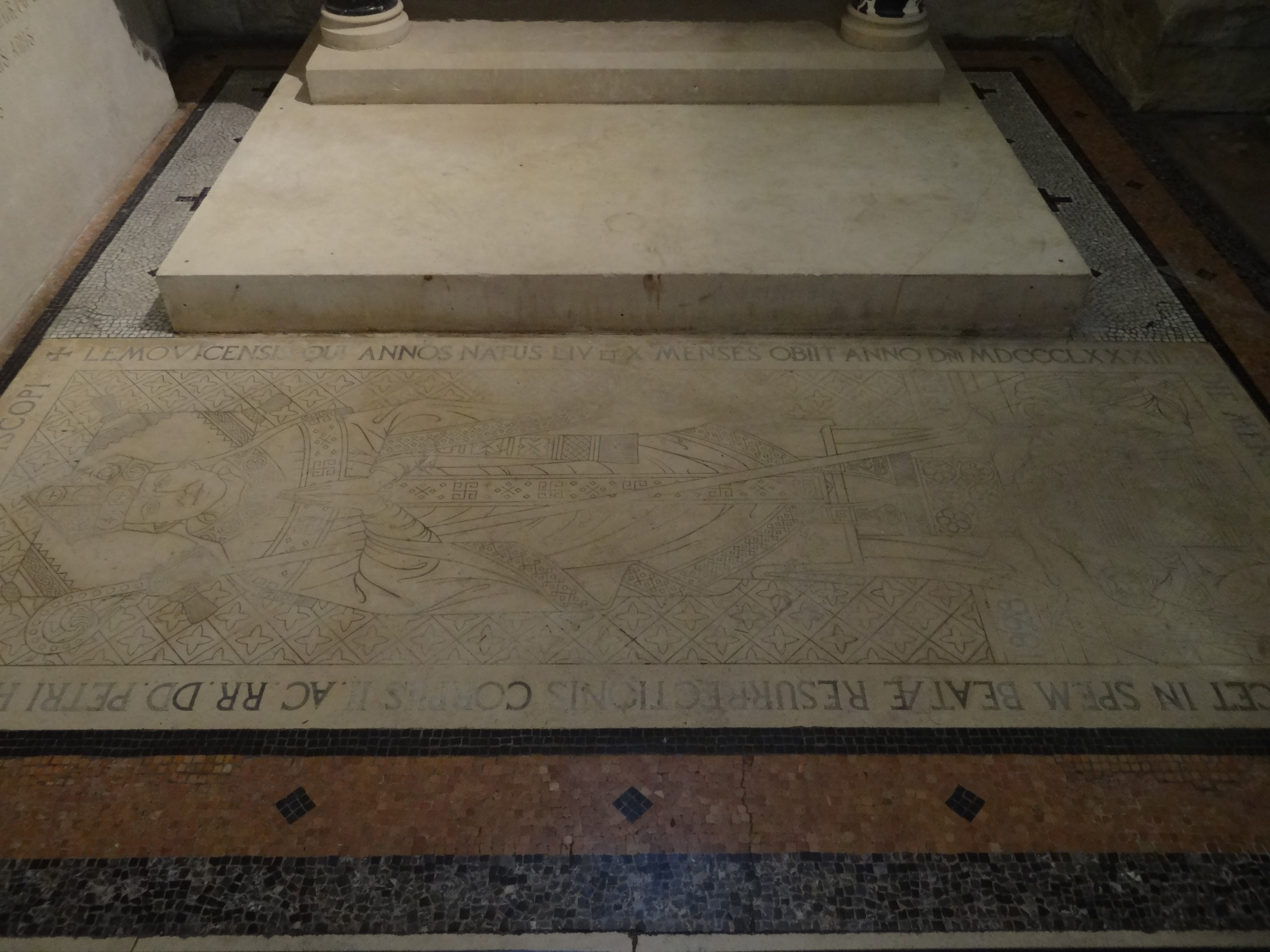
Tombe de Pierre-Henri Lamazou dans la chapelle des Âmes-du-Purgatoire.
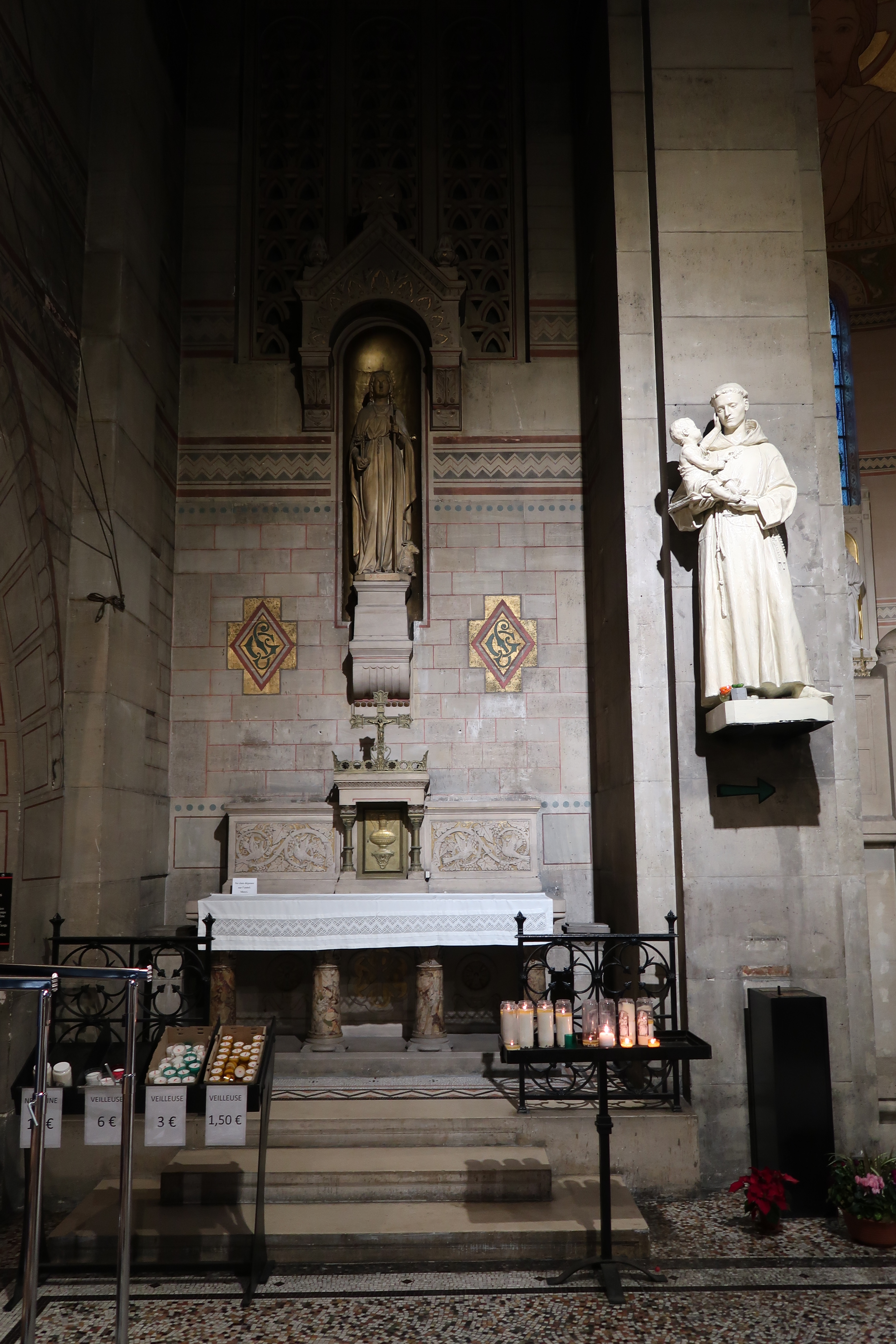
Chapelle absidiale Sainte Geneviève.
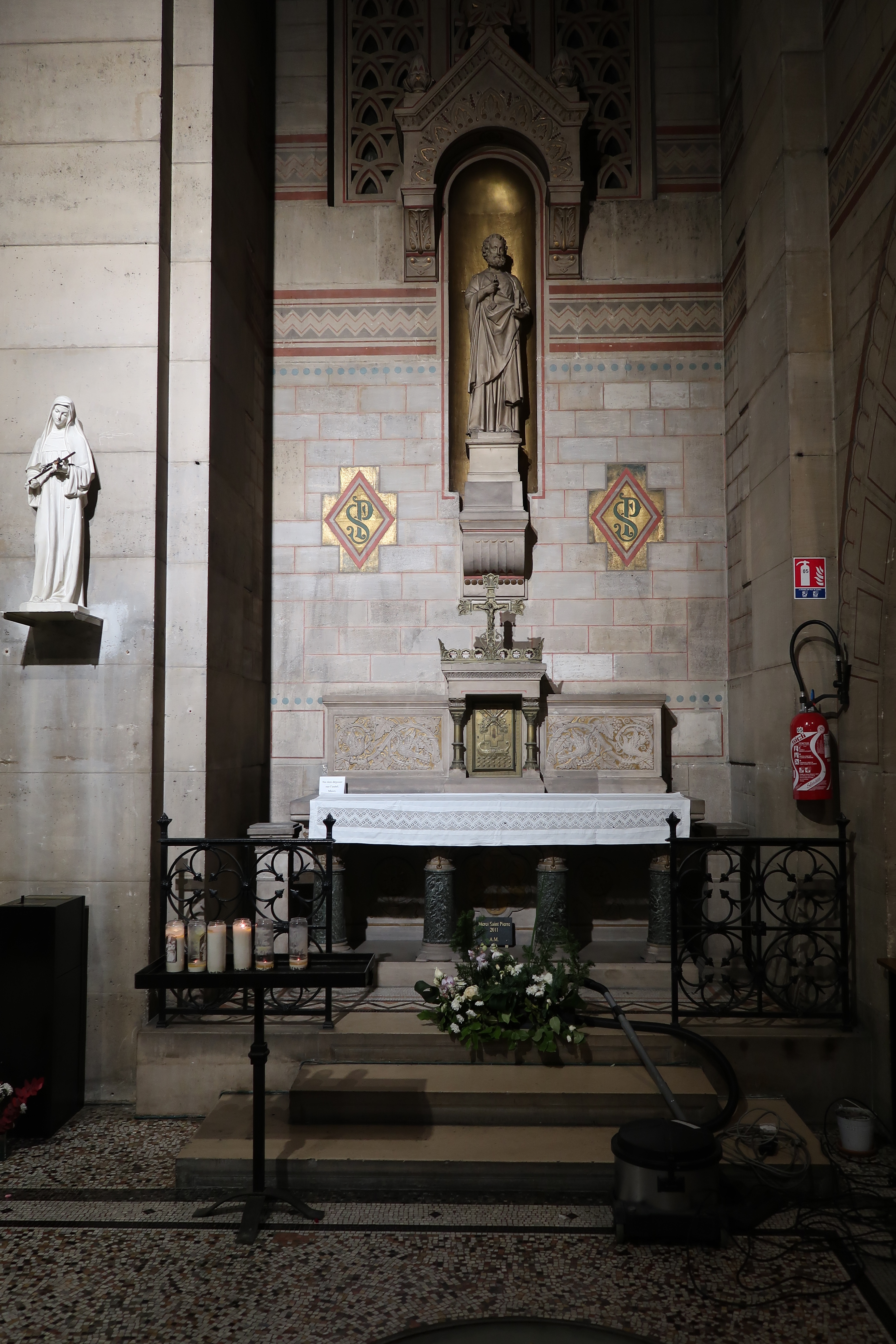
Chapelle absidiale Saint Pierre.
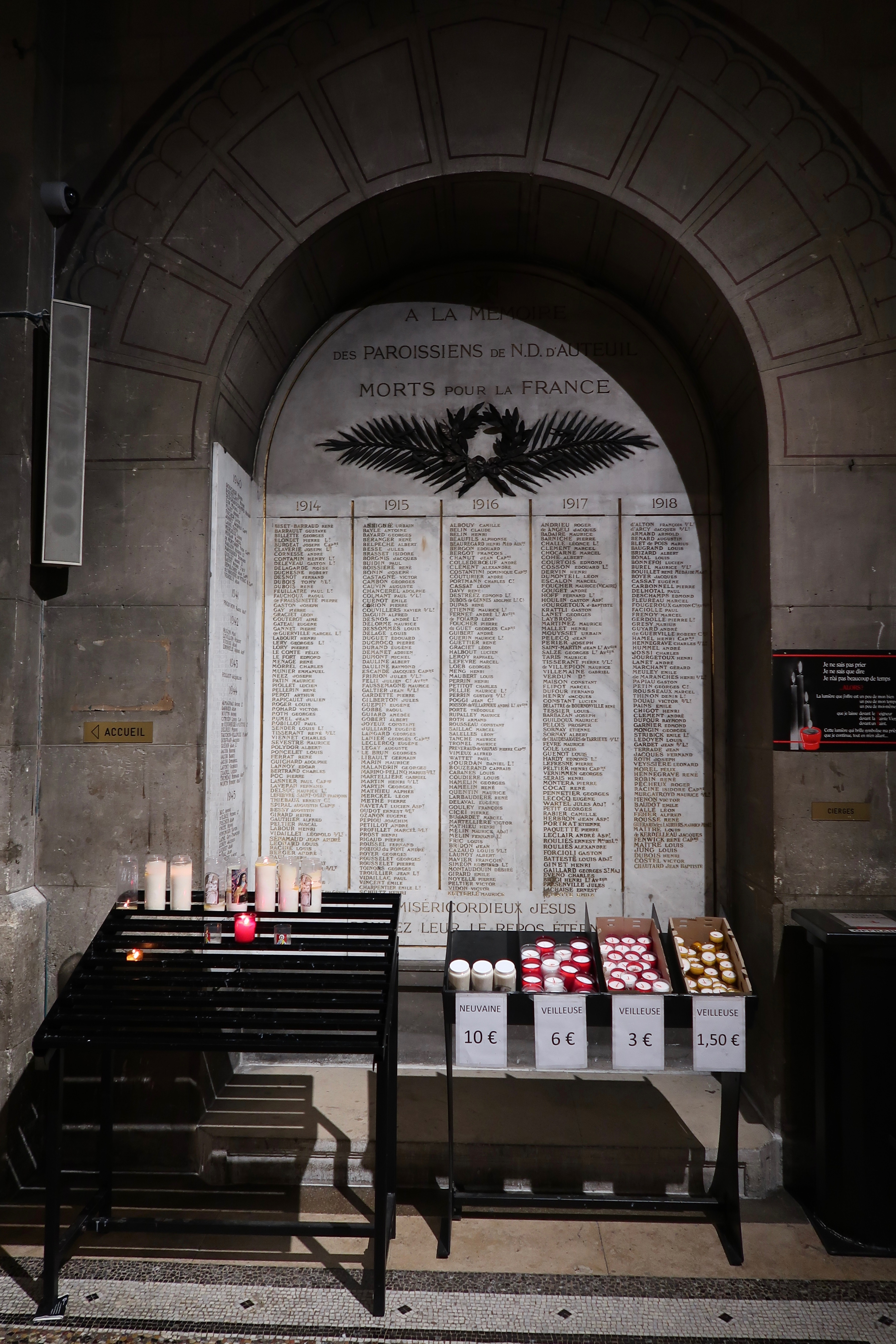
Plaque des Morts pour la France.

Une Mater Dolorosa de Jean-Baptiste Carpeaux est présentée sous vitrine dans la chapelle du transept Nord.
- La grande crypte a été rénovée et est accessible depuis l'arrière de l'église. Y est conservée une copie d'une Vierge en terre cuite du XVIIe siècle qui se trouvait dans l'ancienne église, l'originale ayant été volée en 2006.

### Les grandes orgues
- 3 claviers manuels et pédalier.
- 53 jeux sur 71 rangs.
- Traction électrique des claviers et des jeux.

À l'origine, l'orgue de 46 jeux sur 3 claviers complets et un pédalier commandé à la manufacture de grandes orgues Cavaillé-Coll devait être d'abord exposé dans la salle des fêtes au palais du Trocadéro pendant l'exposition de 1878 puis, après la clôture de l'exposition, transporté et posé dans la nouvelle église Notre-Dame d'Auteuil. À la fermeture de l'exposition, l'orgue du palais du Trocadéro n'est finalement pas enlevé et Cavaillé-Coll propose alors un autre instrument encore plus beau, à 2 claviers manuels et 32 jeux, qui est inauguré le 11 février 1885.
L'orgue actuel se caractérise par sa grande qualité ; il est plutôt adapté pour la musique romantique, comme celle de Widor ou Dupré.

Les grandes orgues
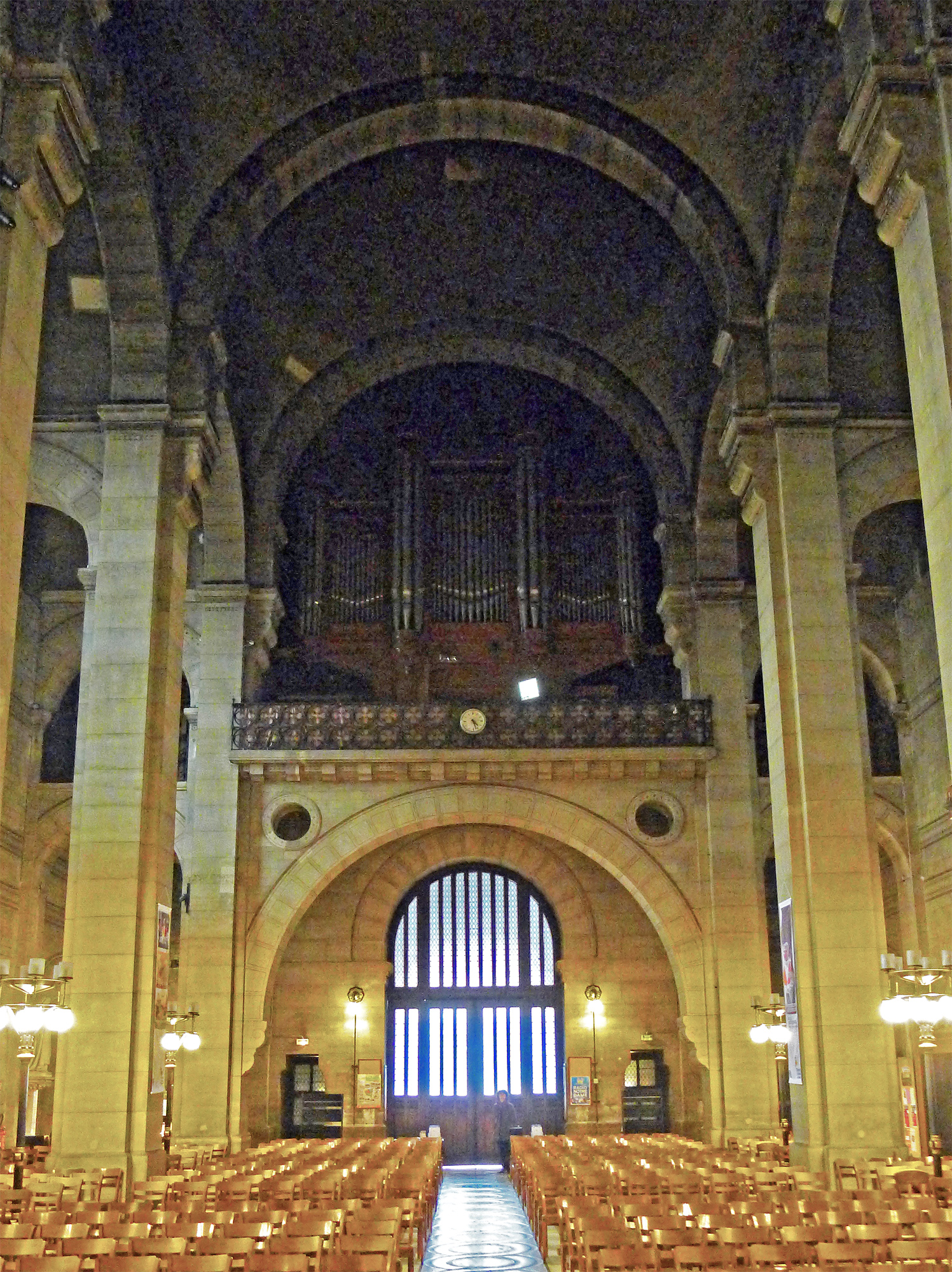
Les grandes orgues sont situées au-dessus de l'entrée à l'opposé de l'autel.
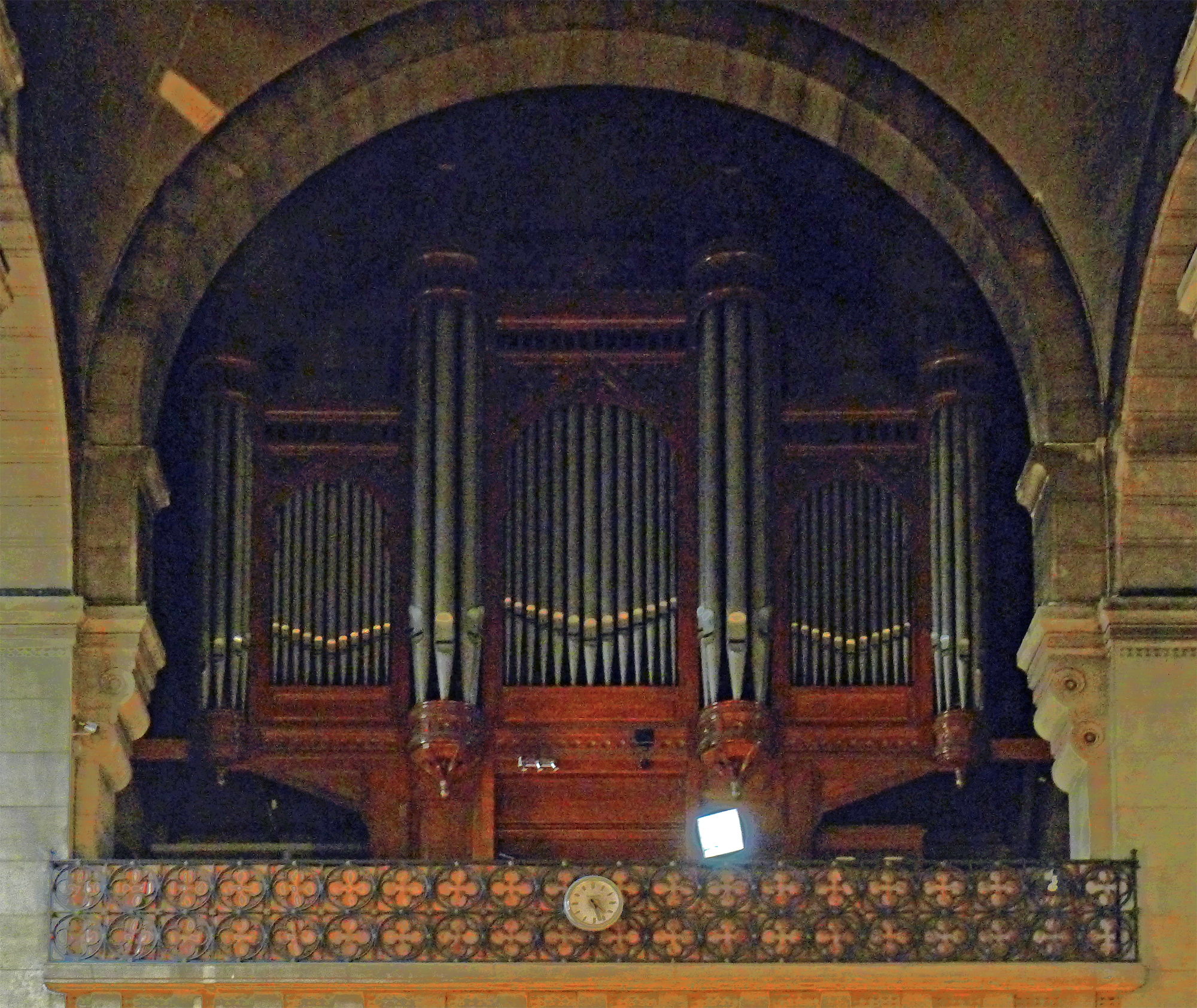
Vue rapprochée.

### Les cloches
Le clocher abrite une sonnerie de 4 cloches de volée et un timbre.
- Marie : Fa 3 - 780 kilos, fondue en 1565
- Marie-Valentine-Sophie : La bémol 3 - 360 kilos, fondue en 1884 par Georges Bollée, fondeur à Orléans
- Adrienne-Assomption : Si bémol 3 - 280 kilos, fondue en 1926 par Georges Farnier, fondeur à Robécourt (Vosges)
- Stéphanie-Anne-Reine : Do 4 - 190 kilos, fondue en 1926 par Georges Farnier, fondeur à Robécourt (Vosges)

La cinquième cloche qui ne porte pas de nom, se trouve dans la lanterne arrondie située en haut du clocher. Elle servait de timbre à l’ancienne horloge qui a aujourd'hui disparu.
- La bémol 4 - 50 kilos, fondue en 1880 par Ferdinand Crouzet-Hildebrand, fondeur à Paris

Marie est classée monument historique depuis le 4 août 1994.

### Dimensions
- Superficie : 1 200 mètres carrés.
- Longueur totale (du porche à l'abside) : 63,50 mètres.
- Largeur : La nef, entre les axes des piliers qui la soutiennent, est large de 9,60 mètres ; la largeur de chacun des bas-côtés est de 3,65 mètres ; ce qui donne à l'église une largeur totale de 16,90 mètres à la hauteur de la nef. La largeur est de 20 mètres entre les murs des deux bras du transept.
- Hauteur : La hauteur intérieure de la nef, des bras du transept et de l'abside est de 19,40 mètres.  La voûte dans le chœur est à 27,70 mètres au-dessus du sol intérieur. La voûte de la crypte est à 5,50 mètres de hauteur. L'extrémité de la flèche en pierre du campanile est à 51 mètres au-dessus du sol.

## Liste des curés de la paroisse
- 1163 : Symon
- 1250 : Simon
- 1272 : Guitbert
- 1515 : Pierre Chauvin
- 1538 : Loys Plichon
- 1538 : Loys Chalumeau
- 1544 : Jehan Jusseaulme
- 1591 : Nicolas Pinert
- 1592 : François Arvisenet
- 1606 : Jean Prévost
- 1635 : Antoine Girard
- 1645 : Siméon Lhostellier
- 1658 : François Loyseau
- 1663 : Pierre Le Camus de Villiers
- 1678 : François Loyseau
- 1722 : Pierre Corbonnoys
- 1761 : Jacques Georges Picquet
- 1785 : Joseph Barré
- 1793 : Jean André Vaschalde
- 1802-1809 : Jean André Vaschalde
- 1809-1832 : Emmanuel Gabriel Lacrole
- 1832-1835 : Pierre Thomas de Fisicat
- 1835-1845 : Pierre Hippolyte Fuex
- 1845-1858 : Pierre Le Gonidec de Kerdaniez
- 1858-1867 : Bon Victorien Eudes
- 1867-1870 : Gustave Charles Cathelin
- 1870-1872 : Augustin Joseph Joiron
- 1872-1874 : Pierre Bernard Hugony
- 1874-1881 : Pierre-Henri Lamazou
- 1881-1885 : Jules Denis Quinard
- 1886-1896 : Léon Jean-Baptiste Defontaillier
- 1897-1907 : Émile Beurnier
- 1908-1925 : Adrien Rivencq
- 1925-1929 : Pierre-Marie Fourneret
- 1929-1946 : Henry Chevré
- 1946-1971 : Olivier de Chasseloup-Châtillon
- 1971-1981 : Jean Muller
- 1981-1990 : Jean-Noël Bezançon
- 1990-1996 : Bernard Goudey
- 1996-2001 : Philippe Brizard
- 2001-2010 : Gonzague Châtillon
- 2010-2017 : Antoine de Romanet
- 2017-2023 : Olivier Teilhard de Chardin
- depuis 2023 : Antoine Devienne

## Poésie
L’ancienne église inspire Alfred de Musset, dans le poème Ballade à la lune.
« C’était, dans la nuit brune,

Sur le clocher jauni,

La lune,

Comme un point sur un i ».